# 乃木坂46の出演一覧
乃木坂46の出演一覧（のぎざかフォーティーシックスのしゅつえんいちらん）は、日本の女性アイドルグループ乃木坂46の出演をまとめた項目。メンバーのソロとしての出演についてはメンバーの各記事を参照。

## テレビ
テレビドラマ、バラエティ、その他のテレビ番組、特別番組、音楽特番、CM

### テレビドラマ
- さばドル（2012年1月14日〈13日深夜〉 - 4月7日〈6日深夜〉、テレビ東京）[1]
- BAD BOYS J（2013年4月7日〈6日深夜〉 - 6月23日〈22日深夜〉、日本テレビ） - 橋本奈々未、桜井玲香、高山一実、若月佑美、能條愛未、松村沙友理、秋元真夏、伊藤万理華、伊藤寧々[2]。
- 49（2013年10月6日〈5日深夜〉 - 12月29日〈28日深夜〉、日本テレビ） - 西野七瀬、深川麻衣[3]。
- 金曜ロードSHOW! 特別ドラマ企画 仮面ティーチャー（2014年2月14日、日本テレビ） - 白石麻衣、永島聖羅[4]。
- 連続ドラマW 天使のナイフ（2015年2月22日 - 3月22日、WOWOW） - 桜井玲香、西野七瀬、松村沙友理[5]。
- 初森ベマーズ（2015年7月11日〈10日深夜〉 - 9月26日〈25日深夜〉、テレビ東京）[6]
- 大河ドラマ 花燃ゆ 第29回（2015年7月19日、NHK総合） - 生駒里奈、白石麻衣、秋元真夏、生田絵梨花、桜井玲香、高山一実、西野七瀬、橋本奈々未、深川麻衣、若月佑美[7]。
- 少女のみる夢（2016年7月4日〈3日深夜〉、テレビ朝日） - 齋藤飛鳥、星野みなみ（ダブル主演）[8]。
- 土曜プレミアム ほんとにあった怖い話 夏の特別編2016「もう1人のエレベーター」（2016年8月20日、フジテレビ） - 生駒里奈、生田絵梨花、齋藤飛鳥、白石麻衣、西野七瀬[9]。
- ザンビ（2019年1月24日〈23日深夜〉 - 3月28日〈27日深夜〉、日本テレビ） - 齋藤飛鳥[10]、堀未央奈[11]、与田祐希、秋元真夏、星野みなみ、寺田蘭世、山下美月、久保史緒里、大園桃子、渡辺みり愛、伊藤純奈、新内眞衣、鈴木絢音、梅澤美波、吉田綾乃クリスティー、佐藤楓、伊藤理々杏、岩本蓮加、向井葉月、阪口珠美、中村麗乃[12]。
- 乃木坂シネマズ〜STORY of 46〜（2020年1月22日〈21日深夜〉 - 3月25日〈24日深夜〉、フジテレビ） - 齋藤飛鳥、秋元真夏、松村沙友理、山下美月、北野日奈子、堀未央奈、与田祐希、生田絵梨花、久保史緒里、白石麻衣[13]。
- ドラマイズム 映像研には手を出すな!（2020年4月6日〈5日深夜〉 - 5月11日〈10日深夜〉、毎日放送 / 2020年4月8日〈7日深夜〉 - 5月13日〈12日深夜〉、TBS） - 齋藤飛鳥、山下美月、梅澤美波[14]。
- ボーダレス（2021年3月7日 - 5月9日、ひかりTV・ひかりTV for docomo・dTVチャンネル） - 遠藤さくら、早川聖来[15][16]。
- 取り立て屋ハニーズ（2021年3月26日 - 6月11日、ひかりTV） - 掛橋沙耶香、弓木奈於[17]。
- ラブシェアリング（2022年3月27日 - 6月5日、ひかりTV） - 中村麗乃、向井葉月、弓木奈於[18]。
- 「量産型」シリーズ（テレビ東京）
  - 量産型リコ -プラモ女子の人生組み立て記-（2022年7月1日〈6月30日深夜〉 - 9月2日〈1日深夜〉） - 与田祐希[19]。
  - 量産型リコ -もう1人のプラモ女子の人生組み立て記-（2023年6月30日〈29日深夜〉 - 9月1日〈8月31日深夜〉） - 与田祐希[20]
  - 量産型リコ -最後のプラモ女子の人生組み立て記-（2024年6月28日〈27日深夜〉 - 8月30日〈29日深夜〉） - 与田祐希[21]。
  - 量産型ルカ -プラモ部員の青き逆襲-（2025年7月4日〈3日深夜〉 - ） - 賀喜遥香、筒井あやめ[22]。
- 古書堂ものがたり（2023年4月12日 - 6月13日、Lemino・ひかりTV） - 5期生[23]。
- アクトレス（2023年4月14日 - 6月2日、Lemino・ひかりTV） - 早川聖来、林瑠奈、伊藤理々杏[24]。

### バラエティ

#### 現在
- 乃木坂工事中 （2015年4月20日〈19日深夜〉 - 、テレビ東京・テレビ愛知）[25]
- 乃木坂お試し中（2021年2月27日 - 、TBSチャンネル1） - MC : 寺田蘭世[26]→伊藤理々杏[27]。
- 東京パソコンクラブ 〜女子だけのゲーム秘密組織〜 （2025年4月5日〈4日深夜〉 - 、テレビ東京） - レギュラー出演：吉田綾乃クリスティー、弓木奈於、林瑠奈、佐藤璃果（ナレーション）[28]。
- 乃木坂スター誕生!SIX（2025年4月29日〈28日深夜〉 - 、日本テレビ） - 6期生[29]。

#### 過去
- 乃木坂って、どこ? （2011年10月3日未明 - 2015年4月13日未明、テレビ愛知）[30]
- 乃木坂浪漫（2012年4月3日未明 - 9月28日未明、テレビ東京）[31]
- GiRLPOP TV（2012年9月16日未明 - 2013年6月28日未明、MUSIC ON! TV） - 「のびのび乃木坂」のコーナー[32]。
  - のびのび乃木坂 3期生!!（2017年7月22日 - 10月22日） - 「のびのび乃木坂」から派生して単独番組化[33]。
- NOGIBINGO! シリーズ（日本テレビ）
  - 乃木坂46×HKT48 冠番組バトル!（2013年7月3日未明 - 9月18日未明） - NOGIBINGO![34]。
  - NOGIBINGO!2（2014年1月11日未明 - 3月29日未明）[35]
  - NOGIBINGO!3（2014年10月7日未明 - 12月23日未明）[36]
  - NOGIBINGO!4（2015年4月6日未明 - 6月23日未明）[37]
  - NOGIBINGO!5（2015年7月14日未明 - 9月29日未明）[38]
  - NOGIBINGO!6（2016年4月12日未明 - 6月28日未明）[39]
  - NOGIBINGO!7（2016年10月11日未明 - 12月27日未明）[40]
  - NOGIBINGO!8（2017年4月11日未明 - 6月20日未明） - 3期生を中心に出演[41]。
  - NOGIBINGO!9（2017年10月17日未明 - 12月26日未明）[42]
  - NOGIBINGO!10（2018年10月9日未明 - 12月18日未明）[43]
- 弁当少女（2013年10月5日未明 - 2014年3月29日未明、毎日放送） - 週替わりMC : 橋本奈々未、松村沙友理、若月佑美[44]。
- みゅ〜じキュン（2014年4月5日未明 - 9月27日未明、毎日放送） - 週替わりMC : 橋本奈々未、松村沙友理、若月佑美[45]。
- 乃木坂46えいご（2015年6月28日 - 2021年1月31日、TBSチャンネル1） - 川後陽菜、北野日奈子、能條愛未、和田まあや[46]、斉藤優里、新内眞衣、樋口日奈[47]、佐藤楓[48]。
- サガラとキヨトの乃木坂ぷぷぷ（2015年10月11日未明 - 11月22日未明、テレビ埼玉） - MC：相楽伊織、週替わりMC：乃木坂46の埼玉県出身メンバー2名（秋元真夏、井上小百合、斎藤ちはる、佐々木琴子、新内眞衣、中田花奈）[49]。
- 乃木坂46の食べるだけ シリーズ（TBS）
  - 東京絶品神グルメ 乃木坂46の食べるだけ（2016年12月10日） - 秋元真夏、生田絵梨花、生駒里奈、伊藤万理華、白石麻衣、高山一実、西野七瀬、堀未央奈、松村沙友理[50]。
  - 東京絶品グルメ 乃木坂46の食べるだけ2（2017年7月19日） - 衛藤美彩、斉藤優里、桜井玲香、堀未央奈[51]。
- 乃木坂46のガクたび!（NHK BSプレミアム）
  - 大分県中津市（2017年2月26日） - 秋元真夏、衛藤美彩、北野日奈子、齋藤飛鳥[52]。
  - 福島県福島市（2017年6月18日） - 桜井玲香、高山一実、星野みなみ、松村沙友理[53]。
  - 香川県仲多度郡琴平町（2017年10月8日） - 井上小百合、大園桃子、川後陽菜、斉藤優里、西野七瀬、堀未央奈[54]。
  - 千葉県富里市（2018年1月21日） - 生田絵梨花、新内眞衣、高山一実、山下美月、与田祐希、渡辺みり愛[55]。
  - 埼玉県本庄市（2018年3月4日） - 秋元真夏、梅澤美波、齋藤飛鳥、斎藤ちはる、鈴木絢音、若月佑美、井上小百合、佐々木琴子[56]。
  - 埼玉県坂戸市（2018年7月28日） - 伊藤純奈、井上小百合、梅澤美波、衛藤美彩、阪口珠美、中田花奈、渡辺みり愛、和田まあや[57]。
  - 愛知県蒲郡市（2018年10月20日） - 新内眞衣、高山一実、中田花奈、樋口日奈[58]。
  - 山梨県甲斐市（2019年5月5日） - 賀喜遥香、掛橋沙耶香、田村真佑、早川聖来、堀未央奈、渡辺みり愛[59]。
  - 福岡県北九州市（2019年5月12日） - 北野日奈子、向井葉月[60]。
  - 栃木県鹿沼市（2019年5月12日） - 遠藤さくら、清宮レイ、矢久保美緒[60]。
  - 東京都渋谷区（2019年5月19日） - 伊藤理々杏、梅澤美波、久保史緒里、中村麗乃[61]。
  - 三重県多気郡多気町（2020年1月12日） - 新内眞衣、寺田蘭世、山崎怜奈、渡辺みり愛[62]。
  - 埼玉県本庄市（2020年1月19日） - 岩本蓮加、阪口珠美[63]。
  - 茨城県水戸市（2020年1月19日） - 佐藤楓、与田祐希[63]。
  - 山梨県南都留郡富士河口湖町（2020年11月29日 - 12月6日） - 吉田綾乃クリスティー、与田祐希[64]。
  - （2020年12月13日 - 20日） - 岩本蓮加、佐藤楓[65]。
  - 東京都杉並区（2021年3月26日・28日） - 賀喜遥香、柴田柚菜[66]。
- 乃木坂46 meets Asia!（MUSIC ON! TV）
  - シンガポールver.（2017年12月27日）[67]
  - 香港ver.（2018年3月31日）[68]
  - 上海ver.（2019年1月26日）[69]
  - 台北ver.（2019年3月30日）[70]
  - 上海ver.#2（2019年12月21日）[71]
  - 台北ver.#2（2020年3月28日）[72]
- 乃木坂46ハワイまるかじりSP 仲良しトリオのプライベート女子旅!〜乃木坂46えいご（のぎえいご）特別版〜[73]（TBSチャンネル1） - 桜井玲香、新内眞衣、松村沙友理[74]。
  - 前編（2018年5月19日）[74]
  - 後編（2018年6月9日）[74]
  - 120分SP（2018年7月15日）[75]
- ディップによる一社提供番組（フジテレビ）
  - My first baito（2017年4月13日 - 2018年3月29日） - ミニ番組[76]。
  - 私の働き方〜乃木坂46のダブルワーク体験!〜（2018年4月3日 - 2019年3月27日〈26日深夜〉） - ミニ番組[77]。
  - 乃木坂46のザ・ドリームバイト!〜働き方改革!夢への挑戦!〜（2019年4月2日 - 2022年3月29日） - ミニ番組[78]。
  - 乃木坂46とダンスバトルズ→乃木と霜降りのダンスバトルズ（2022年4月5日 - 2024年3月26日、） - ミニ番組[79]。
- 乃木坂どこへシリーズ（日本テレビ）
  - 乃木坂どこへ（2019年10月22日 - 2020年3月17日） - 4期生[80]。
  - 乃木坂どこへ 傑作選（2020年4月21日 - 6月9日） - 4期生[81][注 1]。
- ノギザカスキッツシリーズ（日本テレビ）
  - ノギザカスキッツ （2020年6月16日 - 10月27日） - 4期生[83][84]。
  - ノギザカスキッツ ACT2（2020年11月10日 - 2021年4月6日） - 3期生・4期生[85]。
- 乃木坂スター誕生!シリーズ（日本テレビ）
  - 乃木坂スター誕生!（2021年5月11日 - 9月28日） - 4期生[86]。
  - 乃木坂スター誕生!2（2021年10月12日 - 2022年3月8日） - 4期生[87]。
  - 新・乃木坂スター誕生!（2022年4月26日 - 2023年2月7日） - 5期生[88]。
  - 超・乃木坂スター誕生! - 5期生。
    - シーズン1（2023年4月25日 - 2024年2月20日）[89][90]
    - シーズン2（2024年4月30日 - 2025年3月11日）[91]
- 東京パソコンクラブ 〜プログラミング女子のゼロからゲーム作り〜（2022年4月16日〈15日深夜〉 - 2025年3月22日、BSテレ東） - レギュラー出演：吉田綾乃クリスティー、弓木奈於[92]、林瑠奈[注 2]、金川紗耶[注 3]、佐藤璃果（ナレーション）[94]。

### その他のテレビ番組

#### 現在
- 小峠英二のなんて美だ!（2021年10月13日 - 、TOKYO MX） - MC : 樋口日奈[注 4]→池田瑛紗[注 5]。

#### 過去
- Rの法則（NHK Eテレ） - R'sメンバー
  - 若月佑美（2012年11月5日 - 2016年3月28日）[96]
  - 齋藤飛鳥（2013年9月16日 - 2016年11月17日）[97]
  - 堀未央奈（2014年10月6日 - 2017年3月27日）[98]
  - 和田まあや（2015年6月8日 - 2018年4月24日）[99]
  - 渡辺みり愛（2015年6月8日 - 2018年4月24日）[100]
- NARUTO -ナルト- 疾風伝（2013年10月3日 - 2014年3月20日、テレビ東京） - 「ナル坂46修業中!」のコーナー[101]。
- AKB48 SHOW!（2014年3月1日 - 2019年3月24日、NHK BSプレミアム） - 「別冊 乃木坂46 SHOW!」「別冊 46 SHOW!」に不定期出演[102][103]。
- 馬好王国〜UmazuKingdom〜（フジテレビ） - MC : 白石麻衣[注 6]→松村沙友理[注 7][104][105]。
- ジャパコンpresents エージェントHaZAP（2017年4月8日未明 - 2018年3月17日未明、 BSフジ） - 佐々木琴子、鈴木絢音[106]。
- ラヴィット!（TBS） - ラヴィット!ファミリー（シーズンレギュラー）
  - 樋口日奈（2021年10月4日 - 12月27日）[107]
  - 久保史緒里（2022年1月10日 - 3月28日）[108]
  - 清宮レイ（2022年4月18日 - 6月27日）[109]
  - 金川紗耶（2022年10月3日 - 12月26日）[110]
  - 弓木奈於（2023年10月13日 - 12月22日）[111]
  - 菅原咲月（2024年4月12日 - 6月28日）[112][113]
- THE TIME,（TBS） - 曜日レギュラー
  - 梅澤美波（2021年10月4日 - 2023年3月28日）[114]
  - 一ノ瀬美空（2023年4月3日 - 2025年3月26日）[115][注 8]

### 特別番組
- 2012 FIFA U-20女子ワールドカップ
  - ノンストップ!（2012年8月13日 - 16日、フジテレビ）[注 9]
  - ヤングなでしこ応援委員会（2012年8月13日 - 16日、フジテレビ）[117]
  - 事前イベント（2012年8月15日、フジテレビ）[118]
  - FIFA U-20女子ワールドカップ ヤングなでしこ応援SP（2012年8月19日、フジテレビ）[119]
  - パブリックビューイング（2012年8月19日・22日、フジテレビ）[120]
  - 大会クロージングセレモニー（2012年9月7日、フジテレビ）[121]

- 全国高等学校クイズ選手権（日本テレビ） - 番組サポーター
  - 第36回全国高等学校クイズ選手権（2016年9月9日）[122]
  - 第37回全国高等学校クイズ選手権（2017年9月1日）[123]
  - 第38回全国高等学校クイズ選手権（2018年9月14日）[124][125]
  - 第39回全国高等学校クイズ選手権（2019年9月13日）[126]
  - 第40回全国高等学校クイズ選手権（2020年12月11日）[127][128]
- 芸能人格付けチェック（朝日放送→朝日放送テレビ）
  - 芸能人格付けチェック! これぞ真の一流品だ! 2017お正月スペシャル（2017年1月1日） - 秋元真夏、白石麻衣、高山一実、松村沙友理[129]。
  - 芸能人格付けチェック! これぞ真の一流品だ! 2018お正月スペシャル（2018年1月1日） - 生田絵梨花、生駒里奈、白石麻衣[130]。
  - 芸能人格付けチェック! これぞ真の一流品だ! 2020お正月スペシャル（2020年1月1日） - 秋元真夏、齋藤飛鳥、白石麻衣、堀未央奈[131][132]。
  - 芸能人格付けチェックBASIC 春の3時間スペシャル（2022年3月22日） - 山下美月、齋藤飛鳥、与田祐希[133]。
  - 芸能人格付けチェック! これぞ真の一流品だ! 2023お正月スペシャル（2023年1月1日） - 梅澤美波、与田祐希、山下美月、久保史緒里[134]。
  - 芸能人格付けチェック! これぞ真の一流品だ! 2024お正月スペシャル（2024年1月7日[注 10]） - 梅澤美波、与田祐希、賀喜遥香、井上和、阪口珠美[137]。
- 朝から晩まで24時間乃木坂46（MUSIC ON! TV）
  - （2017年6月3日 - 4日）[138]
  - （2018年7月28日 - 29日）[139]
- 坂道テレビ〜乃木と欅と日向〜→坂道テレビ〜乃木と櫻と日向〜（NHK総合）
  - 坂道テレビ〜乃木と欅と日向〜（2019年3月23日）[140]
  - 坂道テレビ〜乃木と欅と日向〜Vol.2（2019年12月30日）[141][142]
  - 坂道テレビ〜乃木と櫻と日向〜Vol.3（2021年2月27日）[143][144]

### 音楽特番

#### NHK紅白歌合戦出場歴
| 年度 | 放送回 | 回数 | 曲目                     | 備考                                    |
| --- | ------ | ---- | ------------------------ | --------------------------------------- |
| 2015年 | 第66回 | 初   | 君の名は希望             |                                         |
| 2016年 | 第67回 | 2    | サヨナラの意味           | 後半紅組トップバッター                  |
| 2017年 | 第68回 | 3    | インフルエンサー         |                                         |
| 2018年 | 第69回 | 4    | 帰り道は遠回りしたくなる |                                         |
| 2019年 | 第70回 | 5    | シンクロニシティ         |                                         |
| 2020年 | 第71回 | 6    | Route 246                | 前半紅組トリ コーナー出演者としても歌唱 |
| 2021年 | 第72回 | 7    | きっかけ                 |                                         |
| 2022年 | 第73回 | 8    | 裸足でSummer             |                                         |
| 2023年 | 第74回 | 9    | おひとりさま天国         |                                         |
| 2024年 | 第75回 | 10   | きっかけ（2回目）        | コーナー出演者としても歌唱              |
| - 曲名の後の（○回目）は紅白で披露された回数を表す。 - 前半トリとは1990年以降の紅白において、前半戦（ニュース中断まで）で両軍の締めくくりを務めたことを指す。 |        |      |                          |                                         |

- 日本レコード大賞（TBSテレビ・ラジオ）
  - 第59回輝く!日本レコード大賞（2017年12月30日） - 大賞、優秀作品賞「インフルエンサー（受賞曲）」[165][166]。
  - 第60回輝く!日本レコード大賞（2018年12月30日） - 大賞、優秀作品賞「シンクロニシティ（受賞曲）」[167][168]。
  - 第61回輝く!日本レコード大賞（2019年12月30日） - 優秀作品賞「Sing Out!（受賞曲）」[169]。
  - 第62回輝く!日本レコード大賞（2020年12月30日） - 優秀作品賞「世界中の隣人よ（受賞曲）」[170]。
  - 第63回輝く!日本レコード大賞（2021年12月30日） - 優秀作品賞「ごめんねFingers crossed（受賞曲）」[171]。
- 震災から○年 "明日へ"コンサート（NHK総合・NHKワールド・プレミアム）
  - 震災から1年 "明日へ"コンサート（2012年3月10日）[172]
  - 震災から5年 "明日へ"コンサート（2016年3月12日）[173]
- FNSうたの夏まつり→FNS歌謡祭 夏（フジテレビ）
  - 2012 FNSうたの夏まつり（2012年8月8日）[174]
  - 2013 FNSうたの夏まつり（2013年7月31日）[175]
  - 2014 FNSうたの夏まつり（2014年8月13日）[176]
  - 2015 FNSうたの夏まつり（2015年7月29日）[177]
  - 2016 FNSうたの夏まつり 〜海の日スペシャル〜（2016年7月18日）[178]
  - 2017 FNSうたの夏まつり 〜アニバーサリーSP〜（2017年8月2日）[179]
  - 2018 FNSうたの夏まつり（2018年7月25日）[180]
  - 2019 FNSうたの夏まつり（2019年7月24日）[181]
  - 2020 FNS歌謡祭 夏（2020年8月26日）[182]
  - 2021 FNS歌謡祭 夏（2021年7月14日）[183]
- FNS歌謡祭（フジテレビ）
  - 2012 FNS歌謡祭（2012年12月5日）[184]
  - 2013 FNS歌謡祭（2013年12月4日）[185]
  - 2014 FNS歌謡祭（2014年12月3日）[186]
  - 2015 FNS歌謡祭（2015年12月2日）[187]
  - 2015 FNS歌謡祭 THE LIVE（2015年12月16日）[187]
  - 2016 FNS歌謡祭（2016年12月7日・14日）[188]
  - 2017 FNS歌謡祭（2017年12月6日・13日）[189]
  - 2018 FNS歌謡祭（2018年12月12日）[190]
  - 2019 FNS歌謡祭（2019年12月4日）[191]
  - 2020 FNS歌謡祭（2020年12月2日）[192]
  - 2021 FNS歌謡祭（2021年12月8日）[193]
  - 2022 FNS歌謡祭（2022年12月7日）[194]
  - 2023 FNS歌謡祭（2023年12月6日）[195]
  - 2024 FNS歌謡祭（2024年12月4日）[196]
- CDTVスペシャル! 年越しプレミアライブ → CDTVライブ!ライブ! 年越しスペシャル（TBS）
  - CDTVスペシャル! 年越しプレミアライブ 2012→2013（2012年12月31日 - 2013年1月1日） - 秋元真夏、安藤美雲、衛藤美彩、斉藤優里、白石麻衣、高山一実、橋本奈々未、深川麻衣、松村沙友理[197]。
  - CDTVスペシャル! 年越しプレミアライブ 2013→2014（2013年12月31日 - 2014年1月1日）[198]
  - TBSテレビ開始60周年記念特別番組 CDTVスペシャル! 年越しプレミアライブ 2014→2015（2014年12月31日 - 2015年1月1日）[199]
  - CDTVスペシャル! 年越しプレミアライブ 2015→2016（2015年12月31日 - 2016年1月1日）[200]
  - CDTVスペシャル! 年越しプレミアライブ 2016→2017（2016年12月31日 - 2017年1月1日）[201]
  - CDTVスペシャル! 年越しプレミアライブ 2017→2018（2017年12月31日 - 2018年1月1日）[202]
  - CDTVスペシャル! 年越しプレミアライブ 2018→2019（2018年12月31日 - 2019年1月1日）[203]
  - CDTVスペシャル! 年越しプレミアライブ 2019→2020（2019年12月31日 - 2020年1月1日）[204]
  - CDTVライブ!ライブ! 年越しスペシャル 2020→2021（2020年12月31日 - 2021年1月1日）[205]
  - CDTVライブ!ライブ! 年越しスペシャル 2021→2022（2021年12月31日 - 2022年1月1日）[206]
- 音楽の日（TBS）
  - 音楽の日 2013（2013年6月29日 - 30日）[207]
  - 音楽の日 2014（2014年8月2日 - 3日）[208]
  - 音楽の日 2015（2015年6月27日）[209]
  - 音楽の日 2016（2016年7月16日）[210]
  - 音楽の日 2017（2017年7月15日 - 16日）[211]
  - 音楽の日 2018（2018年7月14日 - 15日）[212]
  - 音楽の日 2019（2019年7月13日 - 14日）[213]
  - 音楽の日 2020（2020年7月18日）[214]
  - 音楽の日 2021 （夏）（2021年7月17日）[215]
  - 音楽の日 2022（2022年7月16日）[216]
  - 音楽の日 2023（2023年7月15日）[注 14]
  - 音楽の日 2024（2024年7月13日）[218]
  - 音楽の日 2025（2025年7月19日）[219]
- THE MUSIC DAY（日本テレビ）
  - THE MUSIC DAY 音楽のちから「うたうで! おどるで! THE カヴァ☆コラTV」（2013年7月6日、単独番組：2014年1月6日）[220][221]
  - THE MUSIC DAY 音楽のちから（2014年7月12日）[222]
  - THE MUSIC DAY 音楽は太陽だ。（2015年7月4日）[223]
  - THE MUSIC DAY 夏のはじまり。（2016年7月2日）[224]
  - THE MUSIC DAY 願いが叶う夏（2017年7月1日）[225]
  - THE MUSIC DAY 2018〜伝えたい歌〜（2018年7月7日）[226]
  - THE MUSIC DAY 2019 時代（2019年7月6日）[227]
  - THE MUSIC DAY 2020 人はなぜ歌うのか?（2020年9月12日）[228]
  - THE MUSIC DAY 2021 音楽は止まらない（2021年7月3日）[229]
  - THE MUSIC DAY 2022 （2022年7月2日）[230]
  - THE MUSIC DAY 2023 （2023年7月1日）[231]
  - THE MUSIC DAY 2024 （2024年7月6日）[232]
- 日テレ系音楽の祭典 ベストアーティスト（日本テレビ）
  - 日テレ系音楽の祭典 ベストアーティスト2013（2013年11月27日）[233]
  - 日テレ系音楽の祭典 ベストアーティスト2014（2014年11月26日）[234]
  - 日テレ系音楽の祭典 ベストアーティスト2015（2015年11月24日）[235]
  - 日テレ系音楽の祭典 ベストアーティスト2016（2016年11月29日）[236]
  - 日テレ系音楽の祭典 ベストアーティスト2017（2017年11月28日）[237]
  - 日テレ系音楽の祭典 ベストアーティスト2018（2018年11月28日）[238]
  - 日テレ系音楽の祭典 ベストアーティスト2019（2019年11月27日）[239]
  - 日テレ系音楽の祭典 ベストアーティスト2020（2020年11月25日）[240]
  - 日テレ系音楽の祭典 ベストアーティスト2021（2021年11月17日）[241]
  - 日テレ系音楽の祭典 ベストアーティスト2022（2022年12月3日）[242]
  - 日テレ系音楽の祭典 ベストアーティスト2023（2023年12月2日）[243]
  - 日テレ系音楽の祭典 ベストアーティスト2024（2024年11月30日）[244]
- テレ東音楽祭（テレビ東京）
  - テレ東音楽祭（初）（2014年6月26日）[245]
  - テレ東音楽祭（2）（2015年6月24日）[246]
  - テレ東音楽祭2016（TV TOKYO MUSIC FESTIVAL 2016）（2016年6月29日）[247]
  - テレ東音楽祭2017（TV TOKYO MUSIC FESTIVAL 2017）（2017年6月28日）[248]
  - テレ東音楽祭2018（TV TOKYO MUSIC FESTIVAL 2018）（2018年6月27日）[249]
  - テレ東音楽祭2019（TV TOKYO MUSIC FESTIVAL 2019）（2019年6月26日）[250]
  - テレ東音楽祭2020秋 〜思わず歌いたくなる!最強ヒットソング100連発〜（TV TOKYO MUSIC FESTIVAL 2020 Autumn）（2020年9月30日）[251][252]
  - テレ東音楽祭2021夏 〜思わず歌いたくなる!最強ヒットソング100連発〜（TV TOKYO MUSIC FESTIVAL 2021 Summer）（2021年6月30日）[253]
  - テレ東音楽祭2022春 〜思わず歌いたくなる!最強ヒットソング100連発〜（TV TOKYO MUSIC FESTIVAL 2022 Spring）（2022年2月23日）[254]
  - テレ東音楽祭2022夏 〜思わず歌いたくなる!最強ヒットソング100連発〜（TV TOKYO MUSIC FESTIVAL 2022 Summer）（2022年6月22日）[255]
  - テレ東音楽祭2022冬 〜思わず歌いたくなる!最強ヒットソング100連発〜（TV TOKYO MUSIC FESTIVAL 2022 WINTER）（2022年11月23日）[256]
  - テレ東音楽祭2023夏 〜思わず歌いたくなる!最強ヒットソング100連発〜（TV TOKYO MUSIC FESTIVAL 2023 Summer）（2023年6月28日）[注 15]
  - テレ東60祭！ミュージックフェスティバル2023 〜一生聞きたい！昭和・平成・令和ヒット曲100連発〜（2023年11月15日、テレビ東京）[258]
  - テレ東ミュージックフェス 2024 夏 〜昭和の常識は…令和の非常識！ヤバい昭和の超名曲 vs 令和ヒット曲100連発〜（2024年6月26日、テレビ東京）[259]
  - テレ東音楽祭スペシャル1964→2024〜60年分の名曲!実は“歌の衝撃映像”ベスト100（2024年11月20日）[260]
  - テレ東音楽祭2025～夏～（2025年7月9日）[261]
- ベストヒット歌謡祭（読売テレビ）
  - ベストヒット歌謡祭2014（2014年11月20日）[262]
  - ベストヒット歌謡祭2015（2015年11月19日）[263]
  - ベストヒット歌謡祭2016（2016年11月17日）[264]
  - ベストヒット歌謡祭2017（2017年11月15日）[265]
  - ベストヒット歌謡祭2018（2018年11月15日）[266]
  - ベストヒット歌謡祭2019（2019年11月13日）[267]
  - ベストヒット歌謡祭2021（2021年11月11日）[268]
  - ベストヒット歌謡祭2022（2022年11月10日）[269]
  - ベストヒット歌謡祭2023（2023年11月16日）[270]
  - ベストヒット歌謡祭2024（2024年11月14日）[271]
- ミュージックステーションスーパーライブ（テレビ朝日）
  - ミュージックステーション スーパーライブ2014（2014年12月26日）[272]
  - ミュージックステーション スーパーライブ2015（2015年12月25日）[273]
  - ミュージックステーション スーパーライブ2016（2016年12月23日）[274]
  - ミュージックステーション スーパーライブ2017（2017年12月22日）[275]
  - ミュージックステーション スーパーライブ2018（2018年12月21日）[276]
  - テレビ朝日開局60周年記念 ミュージックステーション ウルトラスーパーライブ2019（2019年12月27日）[277]
  - ミュージックステーション ウルトラ SUPER LIVE 2020（2020年12月25日）[278]
  - ミュージックステーション ウルトラ SUPER LIVE 2021（2021年12月24日）[279]
  - ミュージックステーション ウルトラ SUPER LIVE 2022（2022年12月23日）[280]
  - ミュージックステーション SUPER LIVE 2023（2023年12月22日）[281]
  - ミュージックステーション SUPER LIVE 2024（2024年12月27日）[282]
- スカパー!音楽祭 2015（2015年2月25日、BSスカパー!）[283]
- ザ・プレミアム 春ソング2015〜あなたに贈る名曲セレクション（2015年4月11日、NHK BSプレミアム）[284]
- ミュージックステーションウルトラFES（テレビ朝日）
  - 30年目突入! 史上初の10時間SP MUSIC STATION ウルトラFES（2015年9月23日）[285]
  - 30周年記念特別番組 MUSIC STATION ウルトラFES 2016（2016年9月19日）[286]
  - MUSIC STATION ウルトラFES 2017（2017年9月18日）[287]
  - MUSIC STATION ウルトラFES 2018（2018年9月17日）[288]
- ハロウィン音楽祭（TBS）
  - ハロウィン音楽祭2016（2016年10月31日）[289]
  - CDTVスペシャル! ハロウィン音楽祭2017（2017年10月25日）[290]
- FNSうたの春まつり→FNS歌謡祭 春（フジテレビ）
  - 2017 FNSうたの春まつり（2017年3月22日） - 生駒里奈、衛藤美彩、齋藤飛鳥、高山一実[291]。
  - 2022 FNS歌謡祭 春 名曲ライブラリー（2022年3月23日） - 賀喜遥香、柴田柚菜[292]。
- 卒業ソング音楽祭（TBS）
  - CDTV春スペシャル 卒業ソング音楽祭2017（2017年3月30日）[293]
  - CDTV春スペシャル 卒業ソング音楽祭2018（2018年3月21日）[294]
  - CDTV春スペシャル 卒業ソング音楽祭2019（2019年3月21日）[295]
  - CDTVスペシャル! 卒業ソング音楽祭2020（2020年3月16日）[296]
- Love music（フジテレビ）
  - Love musicプレゼンツ 桜フェス2017門出（2017年4月7日）[297]
  - Love music特別編 絆のうた（2018年4月6日）[298]
- 日本有線大賞（TBS）
  - 第50回日本有線大賞（2017年12月4日）[299]
- 第3回明石家紅白!（2017年12月18日、NHK総合）[300]
- クリスマス音楽祭（TBS）
  - CDTVスペシャル! クリスマス音楽祭2017（2017年12月25日）[301]
  - CDTVスペシャル! クリスマス音楽祭2018（2018年12月24日）[302]
  - CDTVスペシャル! クリスマス音楽祭2019（2019年12月23日）[303]
  - CDTVライブ!ライブ! クリスマススペシャル（2020年12月21日）[304]
- CDTVスペシャル
  - CDTV祝25周年スペシャル（2018年4月7日、TBS）[305]
  - CDTV'18上半期SP エンタメまとめ総決算（2018年6月28日、TBS）[306]
  - CDTV30周年歌うぞ!1位の曲だけフェス（2023年4月3日、TBS）[307]
- 名曲インスパイア劇場（2019年4月13日、フジテレビ）[308]
- 日テレ系音楽の祭典 Premium Music（日本テレビ）
  - 日テレ系音楽の祭典 Premium Music 2020（2020年3月25日）[309]
  - 日テレ系音楽の祭典 Premium Music 2021（2021年3月24日）[310]
  - 日テレ系音楽の祭典 Premium Music 2022（2022年3月30日）[311]
- CDTV ライブ!ライブ! スペシャル（TBSテレビ）
  - CDTV ライブ!ライブ! 初回4時間スペシャル（2020年3月30日）[312]
  - CDTV ライブ!ライブ! 4時間SP（2021年10月4日）[313]
- カミオト -上方音祭-（読売テレビ）
  - （2021年5月1日） - 4期生[314]。
  - （2022年5月28日） - 29thシングルアンダーメンバー[315]。
  - （2023年6月17日） - 5期生[316]。
- FNSラフ&ミュージック〜歌と笑いの祭典〜（2021年8月28日、フジテレビ）[317]
  - FNSラフ&ミュージック2022〜歌と笑いの祭典〜（2022年9月11日）[318]
- 発表!今年イチバン聴いた歌〜年間ミュージックアワード2022〜（2022年12月28日、日本テレビ）[319]
- ミュージックステーションSUPER SUMMER FES 2025（2025年7月18日、テレビ朝日）[320]

### CM
- 明治
  - 明治 手づくりチョコレート カーテン渡し篇（2012年1月14日 - ）[321]
  - しまるボトルシリーズ 乃木坂46 いっしょに飲も。編（2016年12月13日 - ） - 白石麻衣、西野七瀬、衛藤美彩、松村沙友理、中元日芽香[322]。
  - しまるボトルシリーズ 乃木坂46 ゆったり飲も。編（2017年3月27日 - ） - 白石麻衣、西野七瀬、衛藤美彩、松村沙友理、伊藤万理華[323]。
  - 明治ロカボーノ
    - おいしさの実感編（2017年6月6日 - ） - 白石麻衣、西野七瀬、高山一実[324]。
    - おいしいのに低糖質編（2017年6月6日 - ） - 白石麻衣、西野七瀬、高山一実[324]。

  - 明治エッセル スーパーカップSweet's
    - 証言篇（2017年10月16日 - ） - 白石麻衣、生田絵梨花、松村沙友理、堀未央奈[325]。
    - 告白篇（2017年10月16日 - ） - 西野七瀬、桜井玲香、高山一実、秋元真夏[325]。
    - ティラミス篇（2017年12月18日 - ） - 井上小百合、衛藤美彩、白石麻衣、新内眞衣、西野七瀬[326]。
    - ブルーベリーチーズケーキ篇（2018年4月23日 - ） - 西野七瀬、衛藤美彩、井上小百合、新内眞衣[327]。
    - チョコミント 裏切らないアイス篇（2018年6月4日 - ） - 白石麻衣、齋藤飛鳥[328]。
    - アップルタルト篇（2018年8月27日 - ） - 井上小百合、衛藤美彩、白石麻衣、新内眞衣、西野七瀬[329]。
    - スイーツな帰り道（ショコラオランジュ）篇（2018年12月10日 - ） - 生田絵梨花、白石麻衣、与田祐希[330]。
    - フローズンマジック マンゴー杏仁篇（2019年6月10日 - ） - 生田絵梨花、白石麻衣、高山一実、堀未央奈[331][332]。
    - フローズンマジック モンブラン篇（2019年10月7日 - ） - 生田絵梨花、白石麻衣、高山一実、堀未央奈[333]。
    - アフォガート ないしょ話篇（2019年12月16日 - ） - 秋元真夏、齋藤飛鳥、白石麻衣、堀未央奈[334]。
- avex trax 指原莉乃 それでも好きだよ（2012年5月1日 - 、エイベックス・ミュージック・クリエイティヴ）[335]
- HTC NIPPON
  - HTC J ISW13HT
    - 激写サバゲー（2012年5月25日 - ）[336]
    - 大縄跳び めざせ、100回! 99枚連写（2012年6月16日 - ）[335]

  - HTC J butterfly HTL21 カラフル風船 debut!（2012年12月7日 - ）[337]
  - HTC J butterfly HTL23
    - ガチかくれんぼ篇（2014年8月29日 - ）[338]
    - 激写かくれんぼ篇（2014年9月1日 - ）[335]
    - オープンカフェ篇（2014年9月11日 - ）[335]
- ハウスウェルネスフーズ
  - メガシャキ 乃木坂46登場篇（2012年7月23日 - ）[339]
  - メガシャキ 乃木坂46レコーディング篇（2012年11月1日 - ）[335]
  - メガシャキガム あくびをするサラリーマン 新発売（2013年1月15日 - ）[340]
  - メガシャキガム あくびをするドライバー ドリンクも（2013年4月22日 - ）[335]
  - メガシャキ あくびをするサラリーマン 日本の頑張る皆さんに（2013年4月25日 - ）[335]
  - メガシャキ あくびをするサラリーマン 日本の頑張る皆さんに ガムも（2013年6月1日 - ）[335]
  - メガシャキ あくびのサラリーマン 日本の頑張る皆さんに ギガシャキ新発売 がんばる皆さんにギガシャキも出ました篇（2013年7月17日 - ）[335]
  - メガシャキ あくびのサラリーマン 日本の頑張る皆さんに ギガシャキ新発売（2013年10月11日 - ）[335]
  - メガシャキガム 眠気なんてふっとばせ! メガシャキ&ギガシャキ篇（2014年1月26日 - ）[341]
  - メガシャキガム 眠気なんてふっとばせ! メガシャキ&メガシャキガム篇（2014年1月27日 - ）[335]
- 楽天
  - 楽天スーパーSALE
    - 始まりますよー アメイジング篇（2013年8月28日 - ） - 生田絵梨花、生駒里奈、桜井玲香、白石麻衣、高山一実、西野七瀬、橋本奈々未、松村沙友理[342]。
    - 始まりますよー 通常篇（2013年8月28日 - ）[335]
    - 実行委員会 半額 テント 9/4 深夜2:00まで（2013年8月31日 - ）[335]
    - 実行委員会 半額 デジカメ 9/4 深夜2:00まで（2013年8月31日 - ）[335]
    - 増税前のラストチャンス! 予告篇（2014年2月26日 - ） - 生田絵梨花、生駒里奈、桜井玲香、白石麻衣、西野七瀬、橋本奈々未、堀未央奈、松村沙友理、若月佑美[335]。
    - 増税前のラストチャンス! 事前エントリー篇（2014年2月26日 - ）[335]
    - 実行委員会 増税前 半額 開催中 3/6 あさ4:00まで（2014年3月1日 - ）[335]
    - 実行委員会 増税前 半額 開催中 エントリー受付中（2014年3月2日 - ）[335]
    - 流通総額644億円 6/1 0:00 START（2014年5月26日 - ） - 秋元真夏、生駒里奈、桜井玲香、白石麻衣、西野七瀬、橋本奈々未、深川麻衣、松井玲奈、松村沙友理、若月佑美[335]。
    - 欲しい安いがザクザク エントリー受付中（2014年5月26日 - ）[335]
    - 欲しい安いがザクザク 絶賛開催中（2014年5月31日 - ）[335]
    - 流通総額644億円 6/5 朝4:00まで（2014年6月1日 - ）[335]
- リクルート
  - タウンワーク 開会式編（2013年9月9日 - ） - 生田絵梨花、生駒里奈、桜井玲香、白石麻衣、高山一実、西野七瀬、橋本奈々未、松村沙友理。香取慎吾、武井壮と共演[343]。
  - タウンワーク ラテアート編（2013年9月9日 - ） - 生田絵梨花、生駒里奈、桜井玲香、白石麻衣、高山一実、西野七瀬、橋本奈々未、松村沙友理。香取慎吾、武井壮と共演[343]。
  - SUUMOで部屋探荘 ノリノリな曲を聴くあなたへ（2016年3月25日 - 31日） - 川村真洋[344]。
  - SUUMOで部屋探荘 ペット動画を観るあなたへ（2016年3月25日 - 31日） - 北野日奈子[345]。
  - SUUMOで部屋探荘 踊ってみた動画を観るあなたへ（2016年3月25日 - 31日） - 斎藤ちはる[344]。
  - SUUMOで部屋探荘 レシピ動画を観るあなたへ（2016年3月25日 - 31日） - 斉藤優里[344]。
  - SUUMOで部屋探荘 メイク動画を観るあなたへ（2016年3月25日 - 31日） - 新内眞衣[344]。
  - SUUMOで部屋探荘 ドラマ動画を観るあなたへ（2016年3月25日 - 31日） - 中田花奈[345]。
  - SUUMOで部屋探荘 話題の動画を観るあなたへ（2016年3月25日 - 31日） - 中元日芽香[344]。
  - SUUMOで部屋探荘 アイドル動画を観るあなたへ（2016年3月25日 - 31日） - 寺田蘭世・能條愛未[344]。
  - SUUMOで部屋探荘 失恋ソングを聴くあなたへ（2016年3月25日 - 31日） - 樋口日奈[344]。
  - じゃらん 乃木夏46 クチコミ編（2017年6月28日 - ） - 白石麻衣、西野七瀬、秋元真夏、高山一実、松村沙友理、桜井玲香、星野みなみ、伊藤万理華、斉藤優里、寺田蘭世[346]。
  - じゃらん 乃木夏46 ポイント編（2017年6月28日 - ） - 白石麻衣、西野七瀬、秋元真夏、高山一実、松村沙友理、桜井玲香、星野みなみ、伊藤万理華、斉藤優里、寺田蘭世[346]。
- 劇場版 魔法少女まどか☆マギカ 新編 叛逆の物語 少女たちは戦い続けなければ（2014年4月2日 - 、アニプレックス） - 生田絵梨花、生駒里奈、白石麻衣、西野七瀬、松村沙友理[347]。
- 10周年記念・モンスターハンター展（2014年6月5日 - 、フジテレビジョン）[335]
- 企業 携帯電話 auにおまかせ! htc J butterfly（2014年8月24日 - 、KDDI）[335]
- はるやま商事
  - はるやま フレッシャーズ全力応援キャンペーン さよなら制服篇（2015年2月12日 - ） - 秋元真夏、生田絵梨花、生駒里奈、桜井玲香、白石麻衣、西野七瀬、橋本奈々未、深川麻衣、若月佑美[348]。
  - はるやま ヘビーローテーション編（2017年2月1日 - ） - 白石麻衣、西野七瀬、秋元真夏、堀未央奈、齋藤飛鳥、衛藤美彩、若月佑美、高山一実、生駒里奈、松村沙友理、桜井玲香[349]。
  - はるやま スラテクノスーツ 燃焼系スーツ編（2017年3月13日 - ） - 生駒里奈、齋藤飛鳥、衛藤美彩[350]。
  - はるやま アイシャツ アイ編（2017年5月19日 - ） - 白石麻衣、西野七瀬、秋元真夏、堀未央奈、齋藤飛鳥、衛藤美彩、若月佑美、高山一実、生駒里奈、松村沙友理、桜井玲香[351]。
  - はるやま 地域応援祭[352][353]
    - 東北祭（青森編・秋田編・宮城編）（2017年10月12日 - ） - 生駒里奈[352][353]。
    - 静岡祭（2017年10月12日 - ） - 若月佑美[352][353]。
    - 新潟祭、福井祭、関西祭、沖縄祭（2017年10月12日 - ） - 西野七瀬[352][353]。
    - 鳥取・島根祭、岡山・香川祭、広島祭、山口祭、愛媛祭、高知祭（2017年10月12日 - ） - 白石麻衣[352][353]。
    - 九州祭（福岡編・大分編・長崎編・熊本編・宮崎編・鹿児島編）（2017年10月12日 - ） - 衛藤美彩[352][353]。

  - はるやま 春イチバンになれ。篇（2018年2月9日 - ） - 秋元真夏、生田絵梨花、井上小百合、齋藤飛鳥、桜井玲香、白石麻衣、高山一実、西野七瀬、堀未央奈、松村沙友理、若月佑美[354]。
  - はるやま アイシャツ 完全ノーアイロンを疑え篇（2018年11月2日 - ） - 白石麻衣、桜井玲香、松村沙友理、梅澤美波。小手伸也と共演[355]。
  - はるやま ひっくりかえるほど美脚篇（2019年2月14日 - ） - 白石麻衣、齋藤飛鳥、堀未央奈、梅澤美波[356]。
  - はるやま どんなシーンでも篇 レディース（2021年2月3日 - ） - 山下美月、生田絵梨花、齋藤飛鳥、遠藤さくら、久保史緒里、梅澤美波、与田祐希[357]。
- 野球・ソフトボールを東京オリンピックの正式種目に! キャッチボール野球編（2015年3月19日 - 、全日本野球協会・日本ソフトボール協会・日本野球機構） - 生駒里奈、白石麻衣、西野七瀬、橋本奈々未[358]。
- 755
  - 「がんばる!」篇（2015年3月20日 - ）[359]
  - 「嬉しい!」篇（2015年3月20日 - ）[359]
- セブン-イレブン
  - セブン-イレブン フェア 乃木坂46（2015年7月4日- ）[360]
  - セブン-イレブン フェア 乃木坂46（2016年5月18日 - ）[361]
  - 乃木坂46がマネキンチャレンジ!（2017年5月18日 - ）[362]
- From AQUA
  - （2015年10月 - 、JR東日本ウォータービジネス） - 13thシングル選抜メンバー[363]。
  - （2016年10月 - 、JR東日本ウォータービジネス） - 齋藤飛鳥、桜井玲香、白石麻衣、中元日芽香、西野七瀬、堀未央奈、松村沙友理[364]。
- 心が叫びたがってるんだ。（2015年10月 - 、アニプレックス）[365]
- サマンサタバサプチチョイス（2015年10月 - 、サマンサタバサ）[366]
- ソフトバンク
  - ギガ学割『白戸家 ギガ物語3 （オーディション）篇』（2016年2月12日 - ）[367][368]
  - ギガ学割『白戸家 ギガ物語3 （アイドル結成）篇』（2016年2月19日 - ）[369]
  - ギガ学割『白戸家 ギガ物語4 （コンサート）篇』（2016年2月26日 - ）[370]
- マウスコンピューター
  - マウスダンス 国内生産&24時間サポート編（2016年12月1日 - ） - 生田絵梨花、生駒里奈、齋藤飛鳥、白石麻衣、西野七瀬[371][372]。
  - マウスダンス サマーウス国内生産&サマーウス売れてマウス編（2017年6月19日 - ） - 生田絵梨花、生駒里奈、齋藤飛鳥、白石麻衣、西野七瀬[373]。
  - マウスバンド編（2017年11月20日 - ） - 生田絵梨花、生駒里奈、齋藤飛鳥、白石麻衣、西野七瀬、大園桃子、久保史緒里、山下美月、与田祐希[374]。
  - マウスバンド ピッタリでチュウ編（2018年6月21日 - ） - 生田絵梨花、齋藤飛鳥、白石麻衣、西野七瀬、堀未央奈、大園桃子、久保史緒里、山下美月、与田祐希[375]。
  - マウスダイナー ウェイトレス編（2018年11月20日 - ） - 生田絵梨花、齋藤飛鳥、白石麻衣、堀未央奈、大園桃子、山下美月、与田祐希[376]。
  - マウス メイドインジャパン / 冬編（2019年11月22日 - ） - 生田絵梨花、齋藤飛鳥、白石麻衣、堀未央奈、与田祐希、遠藤さくら。郷ひろみと共演[377]。
  - マウス メイドインジャパン / 春編（2020年2月10日 - ） - 生田絵梨花、齋藤飛鳥、白石麻衣、堀未央奈、与田祐希、遠藤さくら。郷ひろみと共演[378]。
- 七十七銀行、秋田銀行、東邦銀行、栃木銀行、武蔵野銀行、百五銀行、阿波銀行、山陰合同銀行、山口銀行、もみじ銀行、百十四銀行[要出典]
  - バンド篇 - 生駒里奈[要出典]。
  - ドラマ篇 - 西野七瀬[要出典]。
  - 落武者篇 - 桜井玲香[要出典]。
  - スマホ篇 - 白石麻衣、秋元真夏[要出典]。
  - 「まずは、銀行でしょ!」ミュージック篇 - 秋元真夏、衛藤美彩、齋藤飛鳥、白石麻衣、松村沙友理[要出典]。
  - 「まずは、銀行でしょ!」楽しく塗っちゃった篇 - 秋元真夏、生田絵梨花、齋藤飛鳥、白石麻衣、堀未央奈[要出典]。
  - 「まずは、銀行でしょ!」楽しく踊っちゃうよ篇 - 秋元真夏、生田絵梨花、齋藤飛鳥、白石麻衣、堀未央奈[要出典]。
- 七十七銀行
  - 未来を見つめる人 生駒里奈編（2017年3月17日 - ） - 生駒里奈[要出典]。
  - 未来を見つめる人 白石麻衣編（2017年3月17日 - ） - 白石麻衣[要出典]。
- ブルボン
  - フェットチーネグミ「JUICY UP!」篇（2017年2月21日 - ） - 西野七瀬、寺田蘭世、秋元真夏、樋口日奈[379]。
  - フェットチーネグミ「ハズみ飛ぶ」篇（2017年8月18日 - ） - 西野七瀬、寺田蘭世、秋元真夏、樋口日奈[380]。
  - フェットチーネグミ フルーツ「ぶどうの夢」篇（2018年2月20日 - ） - 西野七瀬、寺田蘭世、秋元真夏、樋口日奈[381]。
  - フェットチーネグミ 炭酸「ハジケまして」篇（2018年6月19日 - ） - 白石麻衣、衛藤美彩、生田絵梨花[382]。
  - フェットチーネグミ フルーツ「夢へハズめ!」篇（2019年3月12日 - ） - 齋藤飛鳥、寺田蘭世、樋口日奈、与田祐希[383]。
  - フェットチーネグミ 炭酸「フェットチー姉さん」篇（2019年6月18日 - ） - 秋元真夏、生田絵梨花、白石麻衣、松村沙友理[384]。
  - フェットチーネグミ「迷ったら、ハズむほう。Season1」篇（2020年2月25日 - ） - 与田祐希、久保史緒里、遠藤さくら、賀喜遥香[385][386]。
  - フェットチーネグミ「迷ったら、ハズむほう。Season2」篇（2020年9月29日 - ） - 齋藤飛鳥、生田絵梨花、秋元真夏、松村沙友理[387][388]。
- ディップ
  - バイトル 「アプリダンス」篇（2017年5月2日 - ） - 若月佑美、堀未央奈、西野七瀬、白石麻衣、松村沙友理、高山一実[389]。
  - バイトル 「かわいい制服」篇（2017年5月2日 - ） - 若月佑美、堀未央奈、西野七瀬、白石麻衣、松村沙友理、高山一実[389]。
  - バイトル 「新しい世界」篇（2017年8月17日 - ） - 若月佑美、堀未央奈、西野七瀬、白石麻衣、衛藤美彩、桜井玲香[390]。
  - バイトル 「学ぶ! 未来の遊園地」篇（2017年8月17日 - ） - 若月佑美、堀未央奈、西野七瀬、白石麻衣、衛藤美彩、桜井玲香、伊藤理々杏、岩本蓮加、梅澤美波、大園桃子、久保史緒里、阪口珠美、佐藤楓、中村麗乃、向井葉月、山下美月、吉田綾乃クリスティー、与田祐希[390]。
  - バイトル 「着ぐるみ」篇（2018年1月16日 - ） - 齋藤飛鳥、白石麻衣、堀未央奈、新内眞衣、星野みなみ[391]。
  - バイトル 「カフェ」篇（2018年1月16日 - ） - 齋藤飛鳥、白石麻衣、堀未央奈、新内眞衣、星野みなみ[391]。
  - バイトル 「ブティック」篇（2018年1月16日 - ） - 齋藤飛鳥、白石麻衣、堀未央奈、新内眞衣、星野みなみ[391]。
  - バイトル 「パティシエ」篇（2018年4月9日 - ） - 齋藤飛鳥、白石麻衣、堀未央奈、新内眞衣、星野みなみ、西野七瀬[392]。
  - バイトル 「コンビニ」篇（2018年4月9日 - ） - 齋藤飛鳥、白石麻衣、堀未央奈、新内眞衣、星野みなみ、西野七瀬[392]。
  - バイトル 「バラード」篇（2018年4月9日 - ） - 齋藤飛鳥、白石麻衣、堀未央奈、新内眞衣、星野みなみ、西野七瀬[392]。
  - バイトル 「宅配便」篇（2019年1月15日 - ） - 白石麻衣、齋藤飛鳥、堀未央奈、高山一実、山下美月、秋元真夏[393]。
  - バイトル 「カラオケボックス」篇（2019年1月15日 - ） - 白石麻衣、齋藤飛鳥、堀未央奈、高山一実、山下美月、秋元真夏[393]。
  - バイトル 「警備員」篇（2019年1月15日 - ） - 白石麻衣、齋藤飛鳥、堀未央奈、高山一実、山下美月、秋元真夏[393]。
  - バイトル 「パート」篇（2019年1月15日 - ） - 白石麻衣、齋藤飛鳥、堀未央奈、高山一実、山下美月、秋元真夏[393]。
  - バイトル 「たこ焼き 見学」篇（2019年5月7日 - ） - 白石麻衣、齋藤飛鳥、梅澤美波、大園桃子、佐藤楓[394]。
  - バイトル 「ファミレス 体験」篇（2019年5月7日 - ） - 白石麻衣、齋藤飛鳥、梅澤美波、大園桃子、佐藤楓[394]。
  - バイトル 「髪型自由」篇（2019年5月7日 - ） - 白石麻衣、齋藤飛鳥、梅澤美波、大園桃子、佐藤楓[394]。
  - バイトル 「テレビショッピング」篇（2019年9月9日 - ） - 白石麻衣、齋藤飛鳥、梅澤美波、高山一実、堀未央奈、松村沙友理[395]。
  - バイトル 「置き手紙」篇（2019年11月1日 - ） - 白石麻衣、齋藤飛鳥、堀未央奈、松村沙友理[396]。
  - バイトル 「バイトルクイズショー」（2020年1月14日 - ） - 白石麻衣、秋元真夏、松村沙友理、堀未央奈、遠藤さくら、賀喜遥香[397]。
    - 「バイチュー」篇（2020年1月14日 - ） - 白石麻衣、秋元真夏、松村沙友理、堀未央奈、遠藤さくら、賀喜遥香[397]。
    - 「バイトは選ぶ」篇（2020年1月14日 - ） - 白石麻衣、秋元真夏、松村沙友理、堀未央奈、遠藤さくら、賀喜遥香[397]。
    - 「バイトをやるなら」篇（2020年2月10日 - ） - 白石麻衣、秋元真夏、松村沙友理、堀未央奈、遠藤さくら、賀喜遥香[398]。
    - 「dip訴求」篇（2020年2月10日 - ） - 白石麻衣、秋元真夏、松村沙友理、堀未央奈、遠藤さくら、賀喜遥香[399]。

  - バイトル「がんばれ、バイトルズ!バイトーさん登場」篇（2021年11月8日 - ） - 秋元真夏、齋藤飛鳥、山下美月、与田祐希、遠藤さくら、賀喜遥香[400]。
  - バイトル「営業、交渉する」篇（2022年1月22日 - ） - 秋元真夏、齋藤飛鳥、山下美月。DAIGOと共演[401]。
  - バイトル「年俸アップ会見?」篇（2022年1月22日 - ） - 秋元真夏、齋藤飛鳥、山下美月。DAIGOと共演[401]。
  - バイトル「がんばれ、バイトルズ!はないちもんめ」篇（2022年12月30日 - ） - 齋藤飛鳥、山下美月、賀喜遥香、遠藤さくら、与田祐希、梅澤美波、久保史緒里、田村真佑、鈴木絢音、金川紗耶[402]。
  - バイトル「営業さん、交渉する。焼肉店」篇（2023年3月17日 - ） - 井上和、川﨑桜。霜降り明星、DAIGOと共演[403]。
  - バイトル「時給上げてよかった!焼肉店」篇（2023年3月17日 - ） - 井上和、川﨑桜。霜降り明星、DAIGOと共演[403]。
  - dip DEIプロジェクト「真矢本部長のプレゼン」篇（2023年9月1日 - ） - 梅澤美波、遠藤さくら。真矢ミキ、DAIGOと共演[404]。
  - バイトル「dip AI爆誕!」篇（2024年10月25日 - ） - 梅澤美波、遠藤さくら、賀喜遥香。真矢ミキ、DAIGOと共演[405]。
  - バイトル「ピッタリな仕事見つかる」篇（2024年11月11日 - ） - 梅澤美波、遠藤さくら、賀喜遥香。真矢ミキ、DAIGOと共演[405]。
- サンヨー食品
  - サッポロ一番カップスター「ストリートアド」篇（2018年9月18日 - ） - 齋藤飛鳥、白石麻衣、西野七瀬[406]。
  - サッポロ一番 和ラー「メンバー実食」篇（2018年10月17日 - ） - 白石麻衣、生田絵梨花、松村沙友理[407][408]。
  - サッポロ一番カップスター「ダンス」篇（2019年9月10日 - ） - 齋藤飛鳥、白石麻衣、遠藤さくら[409]。
  - サッポロ一番 和ラー「過剰な食レポ」篇（2019年10月7日 - ） - 生田絵梨花、松村沙友理、与田祐希[410]。
  - サッポロ一番カップスター「ハマっちまう 乃木坂46」篇（2020年8月31日 - ） - 生田絵梨花、齋藤飛鳥、遠藤さくら[411]。
  - サッポロ一番カップスター「そば・うどん」篇（2021年9月29日 - ） - 齋藤飛鳥、梅澤美波、遠藤さくら。Creepy Nuts、東京03と共演[412]。
  - サッポロ一番カップスター「ニュニュダンス」篇（2022年9月9日 - ） - 齋藤飛鳥、山下美月、与田祐希、遠藤さくら、賀喜遥香[413]。
  - サッポロ一番カップスター「そば・うどん 新登場」篇（2023年10月12日 - ） - 山下美月、与田祐希、遠藤さくら、賀喜遥香、井上和[414]。
  - サッポロ一番カップスター「ラーメン・和風」篇（2024年10月10日 - ） - 遠藤さくら、賀喜遥香、池田瑛紗、井上和、小川彩[415]。
- cookpadTV
- 「cookpadTV　記憶喪失の女」カチョエペペ篇（2018年10月6日 - ） - 秋元真夏、白石麻衣[416]。
- 「cookpadTV　記憶喪失の女」パネチキン編（2018年10月6日 - ） - 秋元真夏、白石麻衣[416]。
- スマートニュース
  - 乃木坂46チャンネル（2018年11月14日 - ） - 白石麻衣、齋藤飛鳥[417]。
  - 乃木坂46チャンネル「お弁当」篇（2021年2月16日 - ） - 久保史緒里、山下美月、与田祐希[418]。
  - 乃木坂46チャンネル「英語の授業」篇（2021年2月16日 - ） - 秋元真夏、遠藤さくら、賀喜遥香、久保史緒里、山下美月、与田祐希[418]。
  - 乃木坂46チャンネル「テレパシー」篇（2021年2月16日 - ） - 秋元真夏、遠藤さくら、賀喜遥香[418]。
  - 乃木坂46チャンネル「落書き」篇（2021年2月16日 - ） - 遠藤さくら、賀喜遥香、山下美月、与田祐希[418]。
  - スマフェス「始まる」篇（2025年6月18日 - ） - 遠藤さくら、賀喜遥香、池田瑛紗、井上和、中西アルノ。稲垣吾郎と共演[419]。
  - スマフェス「スマイルくじ」篇（2025年6月18日 - ） - 遠藤さくら、池田瑛紗、一ノ瀬美空、井上和、川﨑桜。稲垣吾郎と共演[419]。
  - 「スマイルクーポン」篇（2025年6月18日 - ） - 遠藤さくら、賀喜遥香、一ノ瀬美空、井上和、川﨑桜。稲垣吾郎と共演[419]。
- 日本赤十字社
  - 平成31年「はたちの献血」キャンペーン（2019年1月1日 - 2月28日） - 齋藤飛鳥、星野みなみ、堀未央奈、山下美月、与田祐希[420]。
  - 献血つながるプロジェクト「みんなの献血」キャンペーン（2019年6月11日 - ） - 齋藤飛鳥、星野みなみ、堀未央奈、山下美月、与田祐希[421]。
  - 令和2年「はたちの献血」キャンペーン（2020年1月1日 - 2月29日） - 齋藤飛鳥、梅澤美波、遠藤さくら、賀喜遥香、久保史緒里[422]。
  - 「みんなの献血」『応援メッセージ』編（2021年3月19日 - ） - 齋藤飛鳥、梅澤美波、遠藤さくら、賀喜遥香、久保史緒里[423]。
- 日本コカ・コーラ
  - ファンタ（2019年4月23日 - ） - 齋藤飛鳥、生田絵梨花、秋元真夏、与田祐希、山下美月、大園桃子[424]。
  - 『ファンタ坂学園 変顔ボトル』篇（2019年5月13日 - ） - さゆりんご軍団（松村沙友理、佐々木琴子、中田花奈、寺田蘭世）[425]。
  - 『ファンタ坂学園 みんなでぶっちゃけボトル』篇（2019年7月9日 - ） - 齋藤飛鳥、生田絵梨花、秋元真夏、与田祐希、山下美月、大園桃子、遠藤さくら、賀喜遥香、筒井あやめ[426]。
- Pokémon GO「#好きなようにGOしよう」（2019年8月1日 - 、ナイアンティック） - 齋藤飛鳥、山下美月、与田祐希、遠藤さくら[427]。
- アサヒビール
  - アサヒスーパードライ「桜の下で、エール」篇（2020年2月12日 - ） - 白石麻衣、秋元真夏、新内眞衣、中田花奈[428]。
  - アサヒスーパードライ「春、旅立ち」篇（2020年3月3日 - ） - 白石麻衣、秋元真夏、新内眞衣、中田花奈[429]。
  - クリアアサヒ「100万人に配っちゃいます!」篇（2025年2月10日 - ） - 梅澤美波、佐藤楓、吉田綾乃クリスティー、田村真佑、弓木奈於[430]。
- 荒野行動「乃木坂46 LIVE IN 荒野」篇（2020年12月22日 - 、NetEase） - 齋藤飛鳥、松村沙友理、与田祐希、山下美月、賀喜遥香[431]。
- 森永製菓
  - DARS「ミルクのしわざ」篇（2022年9月20日 - ） - 「チーム＜ミルク＞」（秋元真夏、岩本蓮加、齋藤飛鳥、筒井あやめ）、「チーム＜甘さ控えめミルク＞」（梅澤美波、遠藤さくら、久保史緒里、山下美月）、「チーム＜白いダース＞」（賀喜遥香、鈴木絢音、田村真佑、与田祐希）[432]。
  - DARS「ミルクのしわざ」篇（2023年9月18日 - ） - 「チームミルク」（井上和、一ノ瀬美空、遠藤さくら、筒井あやめ、梅澤美波、山下美月）、「チーム白いダース」（川﨑桜、菅原咲月、賀喜遥香、田村真佑、久保史緒里、与田祐希）[433]。
  - DARS「みんなの笑顔も、ミルクのしわざ。」篇（2024年9月17日 - ） - 「ダース＜ミルク＞」（一ノ瀬美空、井上和、岩本蓮加、梅澤美波、遠藤さくら、筒井あやめ）、「白いダース」（久保史緒里、賀喜遥香、川崎桜、菅原咲月、田村真佑、与田祐希）[434]。
- ディズニー★JCBカード（ウォルト・ディズニー・ジャパン）
  - 「あんたは俺の相棒だぜ。」篇（2022年11月8日 - ） - 遠藤さくら、清宮レイ[435]。
  - 「いっしょに、夢をつなげよう!」篇（2023年7月11日 - ） - 遠藤さくら、清宮レイ[436]。
  - 「踏み出す勇気」篇（2024年4月1日 - ） - 遠藤さくら、井上和[437]。
- LINE:ディズニー ツムツム「LINE: Disney Tsum Tsum 9th ANNIVERSARY ツムツムしよっ!」篇（2022年12月26日 - 、LINE） - 山下美月、与田祐希、賀喜遥香。フワちゃんと共演[438]。
- LUX「ラックス とろとろトリートメント×乃木坂46」（2023年4月24日 - 、ユニリーバ・ジャパン） - 梅澤美波、久保史緒里、山下美月、与田祐希、遠藤さくら、賀喜遥香[439]。
- コーセー
  - Maison KOSÉ「Mymits、はじまる」篇（2023年6月1日 - ） - 遠藤さくら、賀喜遥香、井上和[440]。
  - メイク キープ ミスト「11人篇」「バス篇」「プール篇」「ダンス篇」（2024年8月23日 - ） - 5期生[441]。

## 映画
- 劇場版BAD BOYS J -最後に守るもの-（2013年11月9日、ショウゲート） - 橋本奈々未、生駒里奈、桜井玲香、高山一実、若月佑美、能條愛未、松村沙友理、秋元真夏、伊藤万理華、伊藤寧々、白石麻衣[442]。
- 超能力研究部の3人（2014年12月6日、BS-TBS） - 秋元真夏、生田絵梨花、橋本奈々未[443]。
- 悲しみの忘れ方 Documentary of 乃木坂46（2015年7月10日、東宝）[444]
- 好きになるその瞬間を。〜告白実行委員会〜（2016年12月17日、アニプレックス） - 松村沙友理、秋元真夏、佐々木琴子、渡辺みり愛[445]（すべて声の出演）。
- あさひなぐ（2017年9月22日、東宝） - 西野七瀬、白石麻衣、伊藤万理華、桜井玲香、松村沙友理、生田絵梨花、中田花奈、斉藤優里[446][447]。
- いつのまにか、ここにいる Documentary of 乃木坂46（2019年7月5日、東宝）[448]
- 映像研には手を出すな!（2020年9月25日[注 16][450]、東宝） - 齋藤飛鳥、山下美月、梅澤美波[14][451]。
- 映画 賭ケグルイ 絶体絶命ロシアンルーレット（2021年6月1日、ギャガ） - 松村沙友理[452]、生田絵梨花。
- しあわせなんて、なければいいのに。（2024年5月17日、Lemino®） - 筒井あやめ、賀喜遥香、遠藤さくら、金川紗耶、黒見明香、佐藤璃果、柴田柚菜、清宮レイ、 田村真佑、矢久保美緒、弓木奈於[注 17][453]。

## 舞台
- 16人のプリンシパル（2012年9月1日 - 9日、PARCO劇場）[454]
  - 16人のプリンシパル deux（2013年5月3日 - 12日、東京：赤坂ACTシアター / 2013年5月31日 - 6月2日、大阪：梅田芸術劇場）[455][456]
  - 16人のプリンシパル trois（2014年5月30日 - 6月15日、赤坂ACTシアター）[457]
  - 3期生初公演「3人のプリンシパル」 （2017年2月2日 - 2月12日、AiiA 2.5 Theater Tokyo）[458]
  - 4期生初公演「3人のプリンシパル」 （2019年4月9日 - 4月21日、サンシャイン劇場）[459]
- Mr. カミナリ（2014年10月25日 - 11月9日、サンシャイン劇場） - 衛藤美彩、桜井玲香（ダブルキャスト）[460]。
- じょしらく（2015年6月18日 - 28日、AiiA 2.5 Theater Tokyo）[461]
  - じょしらく弐 〜時かけそば〜（2016年5月12日 - 22日、AiiA 2.5 Theater Tokyo）[462]
- すべての犬は天国へ行く（2015年10月1日 - 12日、AiiA 2.5 Theater Tokyo） - 生駒里奈、伊藤万理華、井上小百合、斉藤優里、桜井玲香、新内眞衣、松村沙友理、若月佑美[463]。
- なかよし60周年記念公演ミュージカル「リボンの騎士」（2015年11月12日 - 17日、東京：赤坂ACTシアター / 12月3日 - 6日、大阪：シアターBRAVA!） - 生田絵梨花、桜井玲香[464][465]。
- 嫌われ松子の一生（2016年9月29日 - 10月10日、品川プリンスホテル クラブeX） - 桜井玲香、若月佑美（ダブルキャスト）[466]。
- 墓場、女子高生（2016年10月14日 - 22日、東京ドームシティ シアターGロッソ） - 伊藤万理華、伊藤純奈、井上小百合、斉藤優里、新内眞衣、鈴木絢音、能篠愛未、樋口日奈[467]。
- 犬夜叉（2017年4月6日 - 15日、天王洲 銀河劇場） - 若月佑美、伊藤純奈[468]。
- あさひなぐ（2017年5月20日 - 30日、東京：EXシアター六本木 / 6月2日 - 5日、大阪：森ノ宮ピロティホール / 6月9日 - 11日、名古屋：愛知県芸術劇場） - 齋藤飛鳥、生駒里奈、井上小百合、衛藤美彩、北野日奈子、新内眞衣、堀未央奈、若月佑美[469]。
- 乃木坂46 3期生公演 「見殺し姫」（2017年10月6日・7日・10日 - 15日、AiiA 2.5 Theater Tokyo） - 3期生（伊藤理々杏、岩本蓮加、梅澤美波、大園桃子、久保史緒里、阪口珠美、佐藤楓、中村麗乃、向井葉月、山下美月、吉田綾乃クリスティー、与田祐希）[470]。
- 三人姉妹（2018年1月17日 - 2月4日、博品館劇場） - 衛藤美彩、伊藤純奈、久保史緒里[471]。
- 星の王女さま（2018年4月6日 - 15日、東京：天王洲 銀河劇場 / 4月26日 - 28日、愛知：春日井市民会館） - 伊藤理々杏、岩本蓮加、梅澤美波、阪口珠美、佐藤楓、中村麗乃、向井葉月、吉田綾乃クリスティー[472]。
- 美少女戦士セーラームーン
  - 美少女戦士セーラームーン（2018年6月8日 - 6月24日、天王洲 銀河劇場 / 9月21日 - 9月30日、赤坂ACTシアター） - 伊藤理々杏、井上小百合、梅澤美波、高山一実、寺田蘭世、中田花奈、能條愛未、樋口日奈、山下美月、渡辺みり愛[473][474]、白石麻衣（映像で友情出演[475]）。
  - 美少女戦士セーラームーン（2019年10月10日 - 14日、東京：TOKYO DOME CITY HALL / 11月22日 - 24日、中国：上海美其大戯院） - 伊藤純奈、久保史緒里、向井葉月、田村真佑、早川聖来[476][477]、白石麻衣（映像で友情出演[477]）。
  - 美少女戦士セーラームーン（2024年4月12日 - 29日、IMM THEATER） - 5期生[478][479]。
- 舞台『けものフレンズ』2〜ゆきふるよるのけものたち〜（2018年11月8日 - 18日、品川プリンスホテル クラブeX） - 佐々木琴子、鈴木絢音[480]。
- 舞台「ザンビ」（2018年11月16日 - 25日、TOKYO DOME CITY HALL） - 梅澤美波、久保史緒里、山下美月、与田祐希、齋藤飛鳥（映像出演）[481]。
- GIRLS REVUE（2019年1月10日 - 27日、東京：オルタナティブシアター / 2月1日 - 2日、大阪：サンケイホールブリーゼ） - 伊藤純奈、鈴木絢音、樋口日奈[482]。
- ザンビ〜Theater's end〜（2019年2月7日 - 17日、天王洲 銀河劇場） - 伊藤理々杏、岩本蓮加、阪口珠美[483]。
- ナナマル サンバツ THE QUIZ STAGE
  - ナナマル サンバツ THE QUIZ STAGE ROUND2（2019年5月3日 - 8日、三越劇場） - 鈴木絢音、阪口珠美、向井葉月、吉田綾乃クリスティー[484]。
  - ナナマル サンバツ THE QUIZ STAGE O（2021年1月6日 - 17日、博品館劇場） - 鈴木絢音、弓木奈於[485]、阪口珠美、向井葉月[注 18][486]。
- オッドタクシー 金剛石（ダイヤモンド）は傷つかない（2023年11月8日 - 12日、東京：シアター1010 / 11月25日 - 26日、神奈川：海老名市文化会館 大ホール） - 伊藤理々杏、佐藤璃果[注 19][488]。

## ラジオ

### 現在
- 乃木坂46の「の」（2013年4月7日 - 、文化放送）[489]
- 乃木坂46のオールナイトニッポン（ニッポン放送）
  - レギュラー放送（2019年4月4日 - ） - 新内眞衣[注 20]→久保史緒里[注 21]。
- らじらー!サンデー（2015年4月5日 - 、NHKラジオ第1）[492]
  - 現在の出演者：川﨑桜[493]、五百城茉央[494]。
  - 過去の出演者：中元日芽香[注 22]、井上小百合[496]、星野みなみ[497]、大園桃子[498]、早川聖来[499]、佐藤璃果[500]。
- ベルク presents 乃木坂46の乃木坂に相談だ!（2021年4月2日 - 、TOKYO FM） 
  - 現在の出演者：松尾美佑[501]、田村真佑[注 23][502]。
  - 過去の出演者：清宮レイ[注 24]。

### 過去
- AKB48のオールナイトニッポン（ニッポン放送）
  - #159（2013年6月7日） - 桜井玲香、白石麻衣、橋本奈々未[503]。
  - #246（2015年2月18日） - 高山一実、西野七瀬[504]。
  - #266（2015年7月8日） - 生駒里奈、深川麻衣、若月佑美[505]。
  - #281（2015年10月28日） - 秋元真夏、衛藤美彩、若月佑美[506]。
  - #330（2016年11月9日） - 北野日奈子、中田花奈、中元日芽香、堀未央奈[507]。
  - #334（2016年12月14日） - 井上小百合、桜井玲香、中田花奈、西野七瀬、能條愛未、若月佑美[508]。
  - #366（2017年8月9日） - 生田絵梨花、斎藤ちはる、中元日芽香[509]。
  - #374（2017年10月11日） - 秋元真夏、斉藤優里、西野七瀬[510]。
  - #386（2018年1月10日） - 川後陽菜、寺田蘭世、樋口日奈、山崎怜奈[511]。
- AKB48の"私たちの物語"（NHK-FM）
  - 第59話「海の家・のぎざか!」（2013年6月21日） - 生田絵梨花、生駒里奈、白石麻衣、高山一実、松村沙友理、大和里菜[512]。
  - 第62話「お化け屋敷・のぎざか!」（2013年8月2日） - 生駒里奈、桜井玲香、白石麻衣、西野七瀬、若月佑美[513]。
  - 第71話「温泉宿・のぎざか!」（2013年12月6日） - 生駒里奈、川後陽菜、白石麻衣、橋本奈々未、堀未央奈[514]。
  - 第80話「劇団 乃木坂」（2014年4月25日） - 生駒里奈、白石麻衣、西野七瀬、橋本奈々未[515]。
  - 第85話「夏のスパイ大作戦!」（2014年7月4日） - 生駒里奈、白石麻衣、西野七瀬、橋本奈々未、松村沙友理、松井玲奈[516]。
  - 第97話「乃木坂航空・スカイガール!」（2015年1月16日） - 秋元真夏、西野七瀬、橋本奈々未、深川麻衣[517]。
  - 第98話「乃木坂46病院・新人ナース物語!」（2015年1月30日） - 秋元真夏、西野七瀬、橋本奈々未、深川麻衣[518]。
  - 第107話「命は美しい」（2015年5月8日） - 白石麻衣、高山一実、西野七瀬、橋本奈々未[519]。
  - 第108話「オーディションは美しい」（2015年5月8日） - 白石麻衣、高山一実、西野七瀬、橋本奈々未[520]。
  - 第112話「明日は、晴れ?」（2015年6月19日） - 白石麻衣、高山一実、西野七瀬、橋本奈々未[521]。
  - 第113話「ホテル46〜秘密の部屋」（2015年6月19日） - 白石麻衣、高山一実、西野七瀬、橋本奈々未[522]。
  - 第133話「今、話したい誰かがいる〜ハトのななせまる」（2016年1月29日） - 伊藤万理華、井上小百合、斉藤優里、中田花奈、西野七瀬、若月佑美[523]。
  - 第134話「今、話したい誰かがいる〜ギンゴケのまりっか」（2016年1月29日） - 伊藤万理華、井上小百合、斉藤優里、中田花奈、西野七瀬、若月佑美[524]。
  - 第135話「バレンタイン大作戦〜チョコがほしい!」（2016年2月12日） - 伊藤万理華、井上小百合、斉藤優里、中田花奈、西野七瀬、若月佑美[525]。
  - 第136話「バレンタイン大作戦〜チョコをあげたい!」（2016年2月12日） - 伊藤万理華、井上小百合、斉藤優里、中田花奈、西野七瀬、若月佑美[526]。
  - 第169話「サヨナラ地球のみなさん!」（2016年11月4日） - 秋元真夏、樋口日奈、伊藤純奈[527]。
  - 第170話「教えて!サヨナラの意味」（2016年11月4日） - 秋元真夏、樋口日奈、伊藤純奈[528]。
  - 第171話「乃木坂46のピノキオ!!」（2016年11月18日） - 秋元真夏、樋口日奈、伊藤純奈[529]。
- 乃木坂46のオールナイトニッポン（ニッポン放送）
  - 単発放送
    - （2015年1月7日） - 秋元真夏、生駒里奈、桜井玲香、白石麻衣、西野七瀬、橋本奈々未、深川麻衣、松村沙友理[530]。
    - （2016年5月26日） - 秋元真夏、生田絵梨花、松村沙友理[531]。
    - （2016年10月20日） - 生田絵梨花、桜井玲香、橋本奈々未[532]。
    - （2018年4月26日） - 桜井玲香、白石麻衣、松村沙友理[533]
    - （2018年11月14日） - 梅澤美波、山下美月[534]。

  - 特別放送
    - 乃木坂46アンダーメンバーのオールナイトニッポンR（2015年1月4日） - 斉藤優里、永島聖羅、新内眞衣[535]。
    - 乃木坂46のオールナイトニッポンGOLD（2015年6月19日）[536]
    - 乃木坂46堀未央奈のオールナイトニッポンR（2015年11月8日） - 堀未央奈、伊藤かりん、相楽伊織[537]。
    - 乃木坂46西野七瀬のオールナイトニッポン（2017年5月25日） - 西野七瀬、斉藤優里[538]。
    - 乃木坂46白石麻衣のオールナイトニッポン（2020年10月22日） - 白石麻衣、秋元真夏、大園桃子、松村沙友理[539]。
- 金つぶ（2015年4月3日 - 2022年3月25日、bayfm） - 衛藤美彩[540]、山崎怜奈[541]、北川悠理[542]、柴田柚菜[543]。
- 乃木坂46 真夏のラジオリクエストアワー（2018年7月30日、ニッポン放送） - 新内眞衣、伊藤理々杏、岩本蓮加、桜井玲香、鈴木絢音、高山一実、寺田蘭世[544]。
- 今日は一日○○三昧（NHK-FM）
  - 今日は一日“乃木坂46”三昧（2021年1月11日）[545]
  - 今日は一日“乃木坂46”三昧 〜第二章〜（2022年2月11日）[546]

## 店内放送
- ファミラジ（2014年10月28日 - 2015年3月9日、ファミリーマート） - DJ[547]。

## アプリ・ゲーム・パチスロ・パチンコ
- 乃木恋〜坂道の下で、あの日僕は恋をした〜（2016年4月、GREE）[548]
- ほんとにあった怖い話presents『乃木坂46 VRホラーハウス』（2017年7月、PlayStation Store）[549]
- いつも乃木坂46（2017年8月3日 - 2024年1月31日、WEARE） - 当初は『乃木坂46〜always with you〜』として配信され、のちに名称変更[550]。
- 乃木坂46リズムフェスティバル（2017年11月21日、AiiA）[551]
- ザンビ THE GAME（2019年5月15日 - 2021年1月28日、gumi） - 当初は『乙女神楽 〜ザンビへの鎮魂歌〜』として配信され、のちに名称変更[552]。
- 乃木坂的フラクタル（2021年8月12日、gumi）[553]
- ぱちスロ 沖ハナ-30（2021年7月5日、京楽産業.）[554][注 25]
- Pぱちんこ 乃木坂46（2021年11月22日、京楽産業.）[555][注 26]
- Pぱちんこ 乃木坂46 トレジャースペック（2023年3月6日、京楽産業.）[556][557]
- Pぱちんこ 乃木坂46 キュンキュンLIGHT Ver.（2023年6月19日、京楽産業.）[558][559]
- ぱちスロ 乃木坂46（2023年8月7日、京楽産業.）[560][561]
- のぎ動画（2025年3月12日 - 、CA smart）[562]

## ネット配信

### 現在
- YouTubeチャンネル
  - 乃木坂46 OFFICIAL YouTube CHANNEL（2012年1月27日 - ）[563] - ミュージックビデオや音楽作品の関連動画を配信するチャンネル[563]。
  - 乃木坂配信中（2021年5月6日 - ）[564] - 『乃木坂工事中』の無料配信およびメンバープロデュース企画やマネージャーによる動画などのコンテンツを配信するチャンネル[565][566][567]。
- 生のアイドルが好き（2013年4月18日 - 、ニコニコ生放送・アイドル専門チャンネルPigoo）
  - 現在のMC：田村真佑、矢久保美緒[568][569]。
  - 過去のMC：中田花奈、松村沙友理[570][571]。
- のぎおび（2018年6月19日 - 、SHOWROOM）[572][注 27] - 2018年11月16日から毎回本編終了後にSmartNews乃木坂46チャンネルでアフタートークを配信[574]。
- 猫舌SHOWROOM（2018年6月20日 - 、SHOWROOM） - 水曜日担当[575]。
- のぎ動画（2020年6月21日 - ） - 定額制動画サービス[576]。
- TOKYOネクストデザイナーズ〜世界に羽ばたけ若き才能〜（TBS FREE、TBS公式YouTuboo）
  - （2024年1月26日 - 4月26日） - 梅澤美波、与田祐希、池田瑛紗[577]。
  - （2024年12月27日 - ） - 遠藤さくら、筒井あやめ、池田瑛紗。
- 乃木坂、逃避行。（Lemino）
  - SEASON1（2024年7月5日 - 10月4日）[578]
  - SEASON2（2025年1月10日 - 3月28日）[579]
  - SEASON3（2025年7月4日 - ）[580]
- カップスター劇場「姉といつまでも」（2025年7月24日 - 、サンヨー食品、YouTube） - 遠藤さくら、井上和、瀬戸口心月[581]。

### 過去
- 乃木坂って、ここ!（2012年2月19日 - 2014年8月15日、乃木坂46公式サイト） - アンダーメンバー・研究生の番組[582]。
- Under Station!!（2012年5月22日 - 、乃木坂46公式サイト ） - アンダーメンバーによるストリーミングラジオ[583]。
- ソニレコ! 暇つぶしTV（2013年10月9日 - 2016年3月30日、ソニー・ミュージックレコーズ） - 初代MC：高山一実、深川麻衣[584]、2代目MC：中元日芽香、能條愛未[585]。
- 乃木けん♡（2014年2月13日 - 3月5日、SHOWROOM） - 研究生の番組[586]。
- のぎ天（2014年7月11日 - 2015年7月10日、楽天SHOWTIME） - アンダーメンバーの番組[587]。
- 野球大好き! 集まれ! 侍ジャパン（2014年11月21日 - 2016年9月17日、楽天SHOWTIME、BS朝日） - 衛藤美彩、北野日奈子、寺田蘭世[588]。
- 乃木坂ゴルフ倶楽部（2015年7月24日 - 2016年12月23日、楽天SHOWTIME） - 川村真洋、斎藤ちはる、中元日芽香、和田まあや、相楽伊織、新内眞衣、中田花奈、松村沙友理[589]。
- 乃木坂46応援力チャージ PROJECT（2015年10月1日 - 、パナソニック） - 秋元真夏、生田絵梨花、生駒里奈、衛藤美彩、齋藤飛鳥、桜井玲香、高山一実、中田花奈、西野七瀬、中元日芽香、星野みなみ、堀未央奈[590][591]。
- 乃木坂なの? 原宿なの? どっちなの?（2016年1月28日、AmebaFRESH!） - 秋元真夏、生駒里奈、高山一実[592]。
- 乃木坂46時間TV
  - 乃木坂46 4th Anniversary 乃木坂46時間TV（2016年2月20日 - 22日、AmebaFRESH!、SHOWROOM、スカパー!オンデマンド、ニコニコ生放送、YouTube、楽天SHOWTIME） - 6社6サイト同時放送[593]。
  - 2ndアルバム「それぞれの椅子」発売記念 乃木坂46時間TV（2016年6月10日 - 12日、AbemaTV、SHOWROOM、ニコニコ生放送、YouTube、LINE LIVE、楽天SHOWTIME） - 6社6サイト同時放送[594]。
  - NOGIZAKA46 6th Anniversary 乃木坂46時間TV（2018年3月23日 - 25日、AbemaTV、SHOWROOM、ニコニコ生放送、YouTube、LINE LIVE、Rakuten TV）[595]
  - 乃木坂46時間TV アベマ独占放送「はなれてたって、ぼくらはいっしょ!」（2020年6月19日 - 6月21日 、ABEMA SPECIAL）[596]
  - NOGIZAKA46 10th Anniversary 乃木坂46時間TV（2022年2月21日 - 2月23日、YouTube）[597]
- のぎ天2（2016年6月17日 - 2019年6月28日、楽天SHOWTIME） - アンダーメンバーの番組[598]。
- 乃木坂46 第3期生 決定スペシャル!（2016年9月4日、LINE LIVE） - 3期生[599]。
- ◯◯決定記念!乃木坂46が食べるだけ（2016年11月20日、SHOWROOM） - 秋元真夏、堀未央奈[600]。
- 緊急生放送! 乃木坂46「インフルエンサー」リリース記念スペシャル（2017年3月21日、AbemaTV） - 秋元真夏、齋藤飛鳥、堀未央奈[601]。
- セブン-イレブン×乃木坂46 11福神予約弁当（2017年5月4日 - 、YouTube）[602]
- 乃木坂46とセブン-イレブンおにぎりNO.1を予想しよう！（2017年5月19日、YouTube）[603]
- 乃木坂46SP第2弾! なんか時間もらったからフニャフニャおしゃべりしちゃうぞTV（2017年5月13日、AbemaTV） - 高山一実、星野みなみ、中田花奈[604]。
- 乃木坂46 3rdアルバムリリースを皆でお祝いしようスペシャル!（2017年5月24日 - 30日、SHOWROOM） - 桜井玲香、中田花奈、西野七瀬、伊藤かりん、生田絵梨花、中元日芽香、高山一実、能條愛未、白石麻衣、松村沙友理、秋元真夏、渡辺みり愛、3期生メンバー[605]。
- 乃木坂46 18thシングル「逃げ水」発売記念スペシャル!（2017年8月9日、SHOWROOM） - 伊藤かりん、大園桃子、鈴木絢音、山下美月、与田祐希[606]。
- 「あさひなぐ」乃木坂46 LIVE（LINE LIVE）
  - #1（2017年8月11日） - 伊藤万理華、生田絵梨花、桜井玲香、白石麻衣、西野七瀬、松村沙友理[要出典]。
  - #2（2017年8月18日） - 伊藤万理華、桜井玲香、白石麻衣、西野七瀬、松村沙友理[要出典]。
  - #3 完成披露SP前半戦（2017年8月28日） - 伊藤万理華、生田絵梨花、桜井玲香、白石麻衣、西野七瀬、松村沙友理[607]。
  - #3 完成披露SP後半戦（2017年8月28日） - 伊藤万理華、生田絵梨花、桜井玲香、白石麻衣、西野七瀬、松村沙友理[607]。
  - #4 劇場CP結果発表! （2017年9月15日） - 伊藤万理華、生田絵梨花、桜井玲香、白石麻衣、西野七瀬、松村沙友理[要出典]。
  - #5 卒業式!?だよ（2017年9月22日） - 伊藤万理華、生田絵梨花、桜井玲香、白石麻衣、西野七瀬、松村沙友理[要出典]。
  - 番外編 in 神戸（2017年10月1日） - 桜井玲香、西野七瀬[要出典]。
  - 番外編 授賞式だよ!（2017年12月21日） - 生田絵梨花、桜井玲香、松村沙友理[要出典]。
  - Blu-ray出るってよ（2018年5月15日） - 桜井玲香、西野七瀬、松村沙友理[要出典]。
  - 舞台版Blu-rayでやろう!（2018年9月10日） - 齋藤飛鳥、新内眞衣、若月佑美[要出典]。
- mouse 山田君の新人研修日記（2017年8月28日 - 、マウスコンピューター） - 西野七瀬、白石麻衣、生駒里奈、生田絵梨花、齋藤飛鳥[608]。
- 新人乃木マウス奮闘記〜どんな故障にも応えマウス〜（2017年10月1日 - 、マウスコンピューター） - 大園桃子、久保史緒里、山下美月、与田祐希[609]。
- アイペット損保
  - 第1弾 「占い篇」（2017年10月27日 - ） - 白石麻衣、西野七瀬、高山一実（犬の「かずおくん」の声）、秋元真夏（猫の「まなおくん」の声）[610]。
  - 第2弾 「女子会篇」（2017年12月20日 - ） - 秋元真夏、井上小百合、白石麻衣、高山一実、西野七瀬、若月佑美[611]。
  - 第3弾 「応援篇」（2018年2月13日[注 28] - ） - 秋元真夏、井上小百合、白石麻衣、高山一実、西野七瀬、若月佑美[612]。
  - 新コンテンツ 「犬と、猫と、乃木坂と。」
    - 第1話（2018年8月28日 - ） - 齋藤飛鳥、白石麻衣、西野七瀬、衛藤美彩[613]。
- 乃木坂46全国ツアーFINAL 東京ドーム公演振り返り特番！（2017年11月10日、SHOWROOM） - 秋元真夏、久保史緒里、堀未央奈[614]。
- 乃木坂46アンダーを徹底解剖!「もう1つの乃木坂アンダースーパーベスト」（2018年1月8日、AbemaTV） - 19thシングルアンダーメンバー[615]。
- 乃木坂46 6th Birthday記念 緊急特別番組「乃木坂46分TV」（2018年2月22日、YouTube）[616]
- 乃木坂46ゲーム女子会〜1期生vs2期生勝つのはどっち？〜 （2018年3月19日、AbemaTV） - 伊藤かりん、斉藤優里、新内眞衣、和田まあや[617]。
- 真夏さんリスペクト軍団生出演〜4人で最後のニコ生SP〜（2018年7月11日 - 、ニコニコ生放送） - 秋元真夏、相楽伊織、渡辺みり愛、鈴木絢音[618]。
- まつむラー亭（YouTube） - 松村沙友理[619]。
  - ＠福岡・福岡ヤフオク!ドーム（2018年7月25日） - 秋元真夏、衛藤美彩、大園桃子、与田祐希[619]。
  - ＠大阪・ヤンマースタジアム長居（2018年8月8日） - 斉藤優里、高山一実、西野七瀬[620]。
  - ＠愛知・ナゴヤドーム（2018年8月29日） - 生田絵梨花、佐藤楓、若月佑美[621]。
  - ＠宮城・ひとめぼれスタジアム宮城（2018年9月4日） - 齋藤飛鳥、白石麻衣[622]。
- 松村沙友理と暁月凛のBiLiBiRiNGO（2018年9月11日 - 2019年9月26日、SHOWROOM、Bilibili） - 松村沙友理[623]、乃木坂46メンバーが替わりゲスト出演。
- まなったんのゆめ盛りスイーツ → まなったんのデキる嫁キブン（2018年10月26日 - 2023年2月18日、cookpadTV） - 秋元真夏、乃木坂46メンバーがゲスト出演[624][625]。
- まいやんとオトナっぽパーティー → まいやんのキレイめ大人ごはん（2018年10月30日 - 2020年10月11日、cookpadTV） - 白石麻衣、乃木坂46メンバーがゲスト出演[626][627]。
- おきにレシピでオモテナシ（2019年2月19日、cookpadTV） - 秋元真夏、白石麻衣、大園桃子[628]。
- まつむラー亭2019（YouTube） - 松村沙友理[629]。
  - ＠愛知・ナゴヤドーム（2019年7月10日） - 齋藤飛鳥、遠藤さくら、筒井あやめ[629]。
  - ＠福岡・福岡ヤフオク!ドーム（2019年7月24日） - 秋元真夏、山下美月、与田祐希[630]。
  - ＠大阪・京セラドーム大阪（2019年8月20日） - 桜井玲香、新内眞衣、金川紗耶、早川聖来[631]。
  - ＠東京・明治神宮球場（2019年9月4日） - 生田絵梨花、白石麻衣、星野みなみ[632]。
- ファンタ坂学園と大合唱計画（2019年7月16日 - 9月14日、AbemaTV） - 齋藤飛鳥、生田絵梨花、秋元真夏、遠藤さくら、賀喜遥香、筒井あやめ[633]。
- 乃木坂ポケGO中。（YouTube）
  - 夏の海篇（2019年9月1日） - 与田祐希、山下美月、遠藤さくら[634]。
  - 沖縄旅行篇（2019年9月13日） - 齋藤飛鳥、遠藤さくら[635]。
- Daily Life of Mouse Diner（2019年9月9日 - 、マウスコンピューター） - 生田絵梨花、齋藤飛鳥、白石麻衣、堀未央奈、山下美月、与田祐希、遠藤さくら[636]。
- #乃木坂世界旅 今野さんほっといてよ!（2019年9月29日 - 12月15日、AbemaTV） - 秋元真夏、齋藤飛鳥、白石麻衣、堀未央奈、松村沙友理、山下美月[637]。
  - ハワイ編（2019年10月12日 - 13日、AbemaTV） - 白石麻衣、松村沙友理[638][639]。
  - スペイン編（2019年11月16日 - 17日、AbemaTV） - 齋藤飛鳥、星野みなみ[640][641]。
  - ニューカレドニア編（2019年12月14日 - 15日、AbemaTV） - 北野日奈子、堀未央奈[642][643]。
- 沙友理的爱吃厨房（2019年10月23日 - 2020年3月13日、bilibili） - 松村沙友理、4期生[644]。
- ブルボン フェットチーネグミ 連続webムービー「迷ったら、、」（2020年2月25日 - 10月14日、YouTube）[386][388]。
  - Season1（2020年2月25日 - 3月30日） - 与田祐希、久保史緒里、遠藤さくら、賀喜遥香[386]。
  - Season2（2020年9月29日 - 10月14日） - 齋藤飛鳥、生田絵梨花、秋元真夏、松村沙友理[388]。
- 乃木坂46 幻の2期生ライブ ＠ SHOWROOM（2020年3月7日、SHOWROOM） - 2期生[注 29][645]。同日に国立代々木競技場第一体育館で開催予定だった『「乃木坂46のオールナイトニッポン」presents 乃木坂46 2期生ライブ』が新型コロナウイルス感染拡大防止の観点から中止となったため、当日行う予定だった演目などを特設スタジオから形を変えて実施[645]。
- サムのこと（2020年3月21日 - 22日、27日 - 28日、dTV） - 遠藤さくら、早川聖来、田村真佑、掛橋沙耶香、金川紗耶、筒井あやめ、矢久保美緒、秋元真夏[646]。
- 猿に会う（2020年4月10日 - 11日、17日 - 18日、dTV） - 賀喜遥香、清宮レイ、柴田柚菜、北川悠理、堀未央奈[647]。
  - 猿に会う〜乃木坂46 4期生と出会う〜（2020年4月24日 - 25日、dTV）[648]
- 乃木坂毎月劇場（サンヨー食品、YouTube）
  - 乃木坂毎月劇場 第1弾（2020年4月30日 - 2021年3月1日） - 生田絵梨花、齋藤飛鳥、堀未央奈、松村沙友理、与田祐希、遠藤さくら、他[649]。
  - 乃木坂毎月劇場 第2弾（2021年6月1日 - 2022年3月1日） - 梅澤美波、齋藤飛鳥、山下美月、遠藤さくら、他[650]。
  - 乃木坂毎月劇場 第3弾（2021年4月6日 - 2023年3月1日） - 齋藤飛鳥、与田祐希、遠藤さくら、賀喜遥香、他[651][注 30]。
- アベマ独占放送 乃木坂46メンバー大集合!46分オンライン記者会見&乃木坂46分TV（2020年5月23日、ABEMA SPECIAL2）[596]
- 乃木坂46 LIVE IN 荒野（2021年1月2日、荒野行動）[653]
- "#僕は僕を好きになる"発売記念!みんなは"のぎ"を好きになる!?乃木坂46 SNS横断フェス（2021年1月30日、SHOWROOM、TikTok、weibo、bilibili、YouTube、LINE LIVE各乃木坂46公式アカウント、梅澤美波Instagramアカウント） - 梅澤美波、久保史緒里、山下美月[654]。
- 乃木坂46 LIVE IN 荒野〜Valentine Special〜（2021年2月6日[注 31]、荒野行動）[655]
- 乃木坂46ドキュメンタリー 僕たちは居場所を探して（2021年2月8日 - 、hulu）[656]
  - 梅澤美波の場合（2021年2月8日 - ） - 梅澤美波[656]、山下美月、久保史緒里、新内眞衣、齋藤飛鳥。
  - 久保史緒里の場合（2021年2月15日 - ）[656]
  - 山下美月の場合（2021年2月22日 - ）[656]
- 1ST YEAR BIRTHDAY LIVE 乃木坂1期実況中!（2021年2月13日、YouTube）[657]
- 9th バースデーライブ直前! 乃木坂脱出ゲーム〜46の謎と7つの部屋〜（2021年2月21日、AbemaTV）[658]
- 大好き!乃木坂46〜10年分の思い出クイズ&ライブ映像蔵出しSP〜（2021年3月22日、ひかりTV）[659]
- 乃木坂46堀未央奈卒業&2期生ライブ前日記念!「緊急生特番!乃木坂2期生8人だけ!」（2021年3月27日、AbemaTV） - 2期生[660]。
- ノギザカスキッツLIVE 本番前日生配信SP（2021年4月17日、YouTube） - 久保史緒里、賀喜遥香、早川聖来[661]。
- 乃木坂46期別ライブ事前特番「3期生の12問」（2021年5月7日、ABEMA） - 3期生[662]。
- 脳内エンジェルズ（2021年10月20日、乃木恋） - 遠藤さくら、齋藤飛鳥、星野みなみ、山下美月[663]。
- また好きって言わなくちゃ（2022年4月14日 - 23日、乃木恋、YouTube） - 梅澤美波、賀喜遥香、久保史緒里、早川聖来[664]。
- 乃木坂4.6時間TV 緊急生放送!リハスタジオから10周年バースデーライブ直前SP（2022年5月7日、ABEMA）[665]

## ライブ
- 乃木坂46 Zepp Live 〜がんばれ今野〜（2012年8月13日 - 14日、Zepp Namba・Zepp Nagoya）[666]
- 乃木坂46 Zepp Live in Tokyo（2012年12月27日、Zepp Tokyo）[667]
- 乃木坂46 1ST YEAR BIRTHDAY LIVE（2013年2月22日、幕張メッセ・幕張イベントホール）[668]
- 真夏の全国ツアー2013（2013年8月19日 - 30日、札幌・福岡・大阪・名古屋・東京）[669]
- 真夏の全国ツアー2013 FINAL!（2013年10月6日、国立代々木競技場第一体育館）[669]
- 乃木坂46 Merry X'mas Show 2013（2013年12月20日、日本武道館）[670]
- 乃木坂46 2ND YEAR BIRTHDAY LIVE（2014年2月22日、横浜アリーナ）[671]
- 乃木坂46アンダーライブ（2014年7月25日 - 26日、AiiA Theater Tokyo）[672]
- 真夏の全国ツアー2014（2014年8月16日 - 30日、大阪・福岡・仙台・名古屋・東京）[673]
- アンダーライブ2ndシーズン（2014年10月5日 - 19日、六本木ブルーシアター）[674]
- アンダーライブ セカンド・シーズン FINAL! 〜Merry X'mas "イヴ" Show 2014〜（2014年12月12日、有明コロシアム）[675]
- Merry X'mas Show 2014（2014年12月13日 - 14日、有明コロシアム）[676]
- 乃木坂46 3rd YEAR BIRTHDAY LIVE（2015年2月22日、西武ドーム）[677]
- 乃木坂46アンダーライブ3rdシーズン（2015年4月14日 - 19日、Zeppブルーシアター六本木）[678]
- 真夏の全国ツアー2015（2015年8月5日 - 31日、仙台・名古屋・広島・福岡・大阪・東京）[679]
- 乃木坂46アンダーライブ4thシーズン（2015年10月15日 - 25日、AiiA Theater Tokyo）[680]
- 乃木坂46アンダーライブ at 日本武道館（2015年12月17日 - 18日、日本武道館）[681]
- Merry X'mas Show 2015（2015年12月20日 - 21日、日本武道館）[681]
- 乃木坂46アンダーライブ全国ツアー2016 〜永島聖羅卒業コンサート〜（2016年3月19日 - 20日、名古屋国際会議場センチュリーホール）[682]
- 乃木坂46アンダーライブ全国ツアー2016 〜東北シリーズ〜（2016年4月19日 - 24日、福島・宮城・岩手・青森・秋田・山形）[683]
- 真夏の全国ツアー2016（2016年6月15日 - 8月30日、静岡・大阪・名古屋・仙台・福岡・東京） - 6月15日、16日の静岡エコパアリーナ公演は「深川麻衣卒業コンサート」、8月28日 - 30日の明治神宮野球場公演は「乃木坂46 4th YEAR BIRTHDAY LIVE」DAY1 - 3として行われた[684]。
- 乃木坂46アンダーライブ全国ツアー2016 〜中国シリーズ〜（2016年9月22日 - 24日、広島・岡山・山口）[685]
- Merry X'mas Show 2016 〜選抜単独公演〜（2016年12月6日・8日、日本武道館）[686]
- Merry X'mas Show 2016 〜アンダー単独公演〜（2016年12月7日・9日、日本武道館）[686]
- 乃木坂46 SPECIAL LIVE 2017 at UNIVERSAL STUDIOS JAPAN（2017年1月8日 - 9日、ユニバーサル・スタジオ・ジャパン）[687]
- 乃木坂46 5th YEAR BIRTHDAY LIVE Day1 - 3（2017年2月20日 - 22日、さいたまスーパーアリーナ） - 20日の「Day1」は「橋本奈々未卒業コンサート」として行われた[688]。
- 乃木坂46アンダーライブ全国ツアー2017〜関東シリーズ 東京公演〜（2017年4月20日 - 22日、東京体育館）[689]
- 乃木坂46 三期生単独ライブ（2017年5月9日 - 14日、AiiA 2.5 Theater Tokyo）[690]
- 真夏の全国ツアー2017（2017年7月1日 - 10月9日、東京・仙台・大阪・名古屋・新潟） [691]
- 乃木坂46アンダーライブ全国ツアー2017 〜九州シリーズ〜（2017年10月14日 - 20日、大分・福岡・鹿児島・宮崎）[692]
- 真夏の全国ツアー2017 Final!（2017年11月7日 - 8日、東京ドーム）[693]
- 乃木坂46アンダーライブ全国ツアー2017 〜近畿・四国シリーズ〜（2017年12月13日 - 18日、大阪・滋賀・兵庫・徳島・香川）[694]
- 乃木坂46 生駒里奈卒業コンサート（2018年4月22日、日本武道館）[695]
- 乃木坂46アンダーライブ全国ツアー2018 〜中部シリーズ〜（2018年5月15日 - 20日、新潟・石川・愛知・静岡）[696]
- 真夏の全国ツアー2018（2018年7月6日 - 9月2日、東京・福岡・大阪・愛知・宮城）[697] - 7月6日 - 8日の東京公演は「6th YEAR BIRTHDAY LIVE」DAY1 - 3として明治神宮野球場・秩父宮ラグビー場の2会場で同時開催[697][698]。
- 乃木坂46アンダーライブ全国ツアー2018 〜北海道シリーズ〜（2018年10月2日 - 5日、Zepp Sapporo）[699]
- NOGIZAKA46 LIVE in Shanghai 2018（2018年12月1日、メルセデス・ベンツアリーナ）[700]
- 乃木坂46 若月佑美 卒業セレモニー（2018年12月4日、日本武道館）[701]
- 乃木坂46アンダーライブ全国ツアー2018 〜関東シリーズ〜（2018年12月19日 - 20日、武蔵野の森総合スポーツプラザ メインアリーナ）[702]
- NOGIZAKA46 Live in Taipei 2019（2019年1月27日、台北アリーナ）[703]
- 7th YEAR BIRTHDAY LIVE DAY1 - 4（2019年2月21日 - 24日、京セラドーム大阪） - 24日の「DAY4」は「西野七瀬卒業コンサート」として行われた[704]。
- 乃木坂46 衛藤美彩卒業ソロコンサート（2019年3月19日、両国国技館）[705]
- 乃木坂46 23rdシングル「Sing Out!」発売記念アンダーライブ（2019年5月24日、横浜アリーナ）[706]
- 乃木坂46 23rdシングル「Sing Out!」発売記念4期生ライブ（2019年5月25日、横浜アリーナ）[706]
- 乃木坂46 23rdシングル「Sing Out!」発売記念選抜ライブ（2019年5月26日、横浜アリーナ）[706]
- 真夏の全国ツアー2019（2019年7月3日 - 9月1日、愛知・福岡・大阪・東京）[707]
- 乃木坂46 アンダーライブ2019 at 幕張メッセ（2019年10月10日 - 11日、幕張メッセ）[708]
- NOGIZAKA46 Live in Shanghai 2019（2019年10月25日 - 26日、メルセデス・ベンツアリーナ）[709]
- 乃木坂46 3・4期生ライブ（2019年11月26日 - 27日、国立代々木競技場第一体育館）[710]
- NOGIZAKA46 Live in taipei 2020（2020年1月19日、台北アリーナ）[711]
- 乃木坂46 8th YEAR BIRTHDAY LIVE DAY1 - 4（2020年2月21日 - 24日、ナゴヤドーム）[712]
- NOGIZAKA46 Mai Shiraishi Graduation Concert 〜Always beside you〜（2020年10月28日） - 当初は5月5日 - 7日に東京ドームで開催予定だったが、新型コロナウイルス感染拡大の影響で延期となり、有料の無観客配信ライブとして開催[713][714]。
- 乃木坂46 4期生ライブ 2020（2020年12月6日） - 有料の無観客配信ライブとして開催[715]。
- 乃木坂46 アンダーライブ2020（2020年12月18日 - 20日、日本武道館）[716]
- 乃木坂46 9th YEAR BIRTHDAY LIVE 〜前夜祭〜（2021年2月22日、幕張メッセ・幕張イベントホール） - 無観客配信ライブとして開催[717][718]。
- 乃木坂46 9th YEAR BIRTHDAY LIVE（2021年2月23日、幕張メッセ・幕張イベントホール） - 無観客配信ライブとして開催[717][718]。
- 乃木坂46 9th YEAR BIRTHDAY LIVE 〜2期生ライブ〜（2021年3月28日、幕張メッセ・幕張イベントホール） - 無観客配信ライブとして開催[718][719]。
- 乃木坂46 9th YEAR BIRTHDAY LIVE 〜1期生ライブ〜（2021年3月29日、幕張メッセ・幕張イベントホール） - 無観客配信ライブとして開催[718][719]。
- 乃木坂46 9th YEAR BIRTHDAY LIVE 〜4期生ライブ〜（2021年5月8日、幕張メッセ・幕張イベントホール） - 無観客配信ライブとして開催[注 32][720]。
- 乃木坂46 9th YEAR BIRTHDAY LIVE 〜3期生ライブ〜（2021年5月9日、幕張メッセ・幕張イベントホール） - 無観客配信ライブとして開催[注 32][720]。
- 乃木坂46 アンダーライブ2021（2021年5月26日、横浜アリーナ） - 無観客配信ライブとして開催[722]。
- さ〜ゆ〜Ready? 〜さゆりんご軍団ライブ/松村沙友理 卒業コンサート〜（2021年6月22日 - 23日、横浜アリーナ）[注 33][723]
- 真夏の全国ツアー2021（2021年7月14日 - 11月21日、大阪・宮城・愛知・福岡・東京）[注 34][725][726]
- 乃木坂46 28thSG アンダーライブ（2021年10月26日 - 28日、TACHIKAWA STAGE GARDEN）[727]
- 乃木坂46 生田絵梨花 卒業コンサート（2021年12月14日 - 15日、横浜アリーナ）[728]
- 乃木坂46 新内眞衣 卒業セレモニー（2022年2月10日、東京国際フォーラム ホールA）[729]
- 乃木坂46 星野みなみ 卒業セレモニー（2022年2月12日、東京国際フォーラム ホールA）[730]
- 乃木坂46 北野日奈子 卒業コンサート（2022年3月24日、ぴあアリーナMM）[731]
- 乃木坂46 29thSGアンダーライブ（2022年3月25日 - 27日、ぴあアリーナMM）[732]
- 乃木坂46 10th YEAR BIRTHDAY LIVE（2022年5月14日 - 15日、日産スタジアム）[733]
- 真夏の全国ツアー2022（2022年7月19日 - 8月31日、大阪・広島・福岡・北海道・宮城・愛知・東京）[734]
- 乃木坂46 30thSGアンダーライブ（2022年9月27日 - 10月5日、東京・大阪）[735]
- 乃木坂46 樋口日奈 卒業セレモニー（2022年10月31日、東京国際フォーラム ホールA）[736]
- 乃木坂46 31stSGアンダーライブ（2022年12月1日 - 19日、神奈川・北海道・福岡・愛知・大阪）[737]
- 乃木坂46 11th YEAR BIRTHDAY LIVE（2023年2月22日 - 26日、横浜アリーナ） - 26日の「DAY5」は「秋元真夏卒業コンサート」として行われた[738][739]。
- 乃木坂46 鈴木絢音 卒業セレモニー（2023年3月28日、LINE CUBE SHIBUYA）[740]
- 乃木坂46 32ndSGアンダーライブ（2023年4月5日 - 27日、東京・大阪・愛知）[741][742]
- 乃木坂46 齋藤飛鳥 卒業コンサート（2023年5月17日 - 18日、東京ドーム）[743]
- 乃木坂46 真夏の全国ツアー2023（2023年7月1日 - 8月28日、北海道・大阪・広島・沖縄・愛知・宮城・東京）[744]
- 乃木坂46 33rdSGアンダーライブ（2023年9月29日 - 10月1日、横浜アリーナ）[745]
- 新参者 LIVE at THEATER MILANO-Za（2023年11月21日・23日・25日 - 27日・12月3日、THEATER MILANO-Za） - 5期生[746]。
- 乃木坂46 34thSGアンダーライブ（2024年1月25日 - 27日、ぴあアリーナMM）[747]
- 乃木坂46 12th YEAR BIRTHDAY LIVE（2024年3月7日 - 10日、さいたまスーパーアリーナ）[748]
- 乃木坂46 山下美月 卒業コンサート（2024年5月11日 - 12日、東京ドーム）[749]
- 乃木坂46 35thSGアンダーライブ（2024年6月7日 - 9日、有明アリーナ）[750]
- 乃木坂46 真夏の全国ツアー2024（2024年7月20日 - 9月4日、大阪・名古屋・東京）[751]
- 乃木坂46 36thSGアンダーライブ（2024年10月7日 - 11月20日、福岡・愛知・大阪・北海道・神奈川）[752]
- 乃木坂46 37thSGアンダーライブ（2025年1月28日 - 30日、幕張メッセ・幕張イベントホール）[753]
- 乃木坂46 与田祐希 卒業コンサート（2025年2月22日 - 23日、みずほPayPayドーム福岡）[754]
- 乃木坂46 38thSGアンダーライブ（2025年4月5日、ぴあアリーナMM）[755]
- 乃木坂46 13th YEAR BIRTHDAY LIVE（2025年5月17日 - 18日、味の素スタジアム）[756]

## イベント
- Girls Award
  - GirlsAward 2012 AUTUMN/WINTER（2012年11月8日、国立代々木競技場第一体育館）[757]
  - GirlsAward 2013 SPRING/SUMMER（2013年3月23日、国立代々木競技場第一体育館）[758]
  - GirlsAward 2013 AUTUMN / WINTER（2013年9月28日、国立代々木競技場第一体育館）[759]
  - GirlsAward 2014 AUTUMN/WINTER（2014年10月1日、国立代々木競技場第一体育館）[760]
  - GirlsAward 2015 SPRING/SUMMER（2015年4月29日、国立代々木競技場第一体育館）[761][762]
  - GirlsAward 2015 AUTUMN/WINTER（2015年10月24日、国立代々木競技場第一体育館）[763]
  - GirlsAward 2016 SPRING/SUMMER（2016年4月9日、国立代々木競技場第一体育館）[764]
  - GirlsAward 2016 AUTUMN/WINTER（2016年10月8日、国立代々木競技場第一体育館）[765]
  - マイナビ GirlsAward 2017 SPRING/SUMMER（2017年5月3日、国立代々木競技場第一体育館） - 秋元真夏（MC）、北野日奈子、齋藤飛鳥、白石麻衣、西野七瀬、堀未央奈、松村沙友理[766]。
  - Rakuten GirlsAward 2017 AUTUMN/WINTER（2017年9月16日、幕張メッセ） - 北野日奈子、久保史緒里（Seventeenモデルとして）、齋藤飛鳥、桜井玲香、白石麻衣、西野七瀬（non-noモデルとして）、堀未央奈、松村沙友理[767][768]。
  - Tokyo Virtual Runway Live by GirlsAward vol.1（2020年6月27日、ABEMA独占生配信） - 齋藤飛鳥、佐藤楓、堀未央奈、山下美月、与田祐希[769]。
- 東京ガールズコレクション
  - 第21回 東京ガールズコレクション2015 AUTUMN/WINTER（2015年9月27日、国立代々木競技場第一体育館）[770]
  - TGC KITAKYUSHU 2016（2016年10月9日、西日本総合展示場新館）[771]
  - 第24回 東京ガールズコレクション2017 SPRING/SUMMER（2017年3月25日、国立代々木競技場第一体育館） - 衛藤美彩、北野日奈子、齋藤飛鳥、桜井玲香、白石麻衣、西野七瀬、星野みなみ、堀未央奈、松村沙友理、若月佑美[772]。
  - 第30回 マイナビ 東京ガールズコレクション 2020 SPRING/SUMMER（2020年2月29日、国立代々木競技場第一体育館） - 白石麻衣、齋藤飛鳥、遠藤さくら、金川紗耶、久保史緒里、新内眞衣、樋口日奈、堀未央奈、松村沙友理、山下美月、与田祐希[773]。
  - 第31回 マイナビ 東京ガールズコレクション 2020 AUTUMN/WINTER ONLINE（2020年9月5日、さいたまスーパーアリーナ） - 白石麻衣、齋藤飛鳥、松村沙友理、堀未央奈、梅澤美波、山下美月、遠藤さくら[774]。
  - 第32回 マイナビ 東京ガールズコレクション 2021 SPRING/SUMMER ONLINE（2021年2月28日、国立代々木競技場第一体育館） - 齋藤飛鳥、松村沙友理、梅澤美波、山下美月、遠藤さくら[775]。
  - 第34回 マイナビ 東京ガールズコレクション 2022 SPRING/SUMMER（2022年3月21日、国立代々木競技場第一体育館） - 齋藤飛鳥、梅澤美波、久保史緒里、山下美月、与田祐希、遠藤さくら、筒井あやめ[776]。
- お見立て会
  - メンバーお見立て会（2011年9月25日、SME乃木坂ビル）[777]
  - 第一回乃木坂46お見立て会（2011年10月23日 - 24日、新木場STUDIO COAST・Zepp Tokyo）[778]
  - 乃木坂46 3期生「お見立て会」（2016年12月10日、日本武道館）[779]
  - 乃木坂46 4期生「お見立て会」（2018年12月3日、日本武道館）[780]
  - 乃木坂46 5期生「お見立て会」（2022年4月27日、東京国際フォーラム）[注 35][781]
- 乃木坂46 コンベンション 2011（2011年11月30日、Zepp Tokyo）[782]
- 第42回東京モーターショー2011（2011年12月11日、東京ビッグサイト）[783]
- AKB48 リクエストアワーセットリストベスト
  - AKB48 リクエストアワーセットリストベスト100 2012（2012年1月19日、TOKYO DOME CITY HALL）[784]
  - AKB48 リクエストアワーセットリストベスト1035 2015（2015年1月21日 - 25日、TOKYO DOME CITY HALL） - 生駒里奈、松井玲奈、こじ坂46（4日目夜公演に出演）[785]。
- 東日本大震災復興支援チャリティーイベント『いま、私たちにできること』（2012年3月17日、Zepp Tokyo）[786]
- Jリーグ スタジアムライブ
  - J1リーグ戦第3節「名古屋グランパス vs アルビレックス新潟」（2012年3月25日、愛知県瑞穂陸上競技場）[787]
  - J1リーグ戦第6節「清水エスパルス vs ジュビロ磐田」（2012年4月14日、アウトソーシングスタジアム日本平）[788]
  - J1リーグ戦第7節「大宮アルディージャ vs 浦和レッズ」（2012年4月21日、NACK5スタジアム大宮）[789]
  - Jリーグ戦第16節「ベガルタ仙台 vs サンフレッチェ広島」（2012年6月30日、ユアテックスタジアム仙台）[790]
- 東日本大震災被災地復興支援イベント『みちのく合衆国』（2012年5月3日、FCGビル）[791]
- ヤマダ電機 家電フェア2012&大処分蚤の市 in パシフィコ横浜（2012年5月5日、横浜国際平和会議場）[792]
- smart × mini おしゃれ学園祭 第二弾（2012年5月27日、渋谷ヒカリエ）[793]
- つながってるホームテレビ Active Life 2012（2012年6月9日、広島グリーンアリーナ）[794]
- ヤマダ電機 家電フェア2012＆大処分蚤の市 in ナゴヤドーム（2012年6月17日、ナゴヤドーム）[795]
- 指原莉乃プロデュース『第一回ゆび祭り〜アイドル臨時総会〜』（2012年6月25日、日本武道館）[796]
- CBCラジオまつり2012（2012年7月28日、久屋大通公園）[797]
- 2012ながさきみなとまつり（2012年7月29日、長崎水辺の森公園）[798]
- 日刊スポーツ主催 東日本大震災復興チャリティー 2012神宮外苑花火大会（2012年8月10日、明治神宮野球場）[799][800]
- ご当地アイドル交流決戦 Vol .5"夏休みスペシャル"（2012年8月12日、大分T.O.P.S Bitts HALL） - 衛藤美彩、畠中清羅[801]。
- 富士急ハイランド大嫌い選抜更生プログラム（2012年8月17日、富士急ハイランド）[802]
- FIFA U-20女子Ｗ杯ジャパン　パブリックビューイング in ダイバーシティ東京（2012年8月19日・22日、ダイバーシティ東京）[803]
- お台場合衆国2012 めざましライブ（2012年8月21日、FCGビル）[804]
- スカパー! アワード2012（2012年9月27日、東京ドームシティホール） - プレゼンター&パフォーマー[805][806]。
- 第23回 信濃の国 楽市楽座 〜ファミリーで楽しむ秋〜（2012年10月21日、信州スカイパーク やまびこドーム） - 信越放送の『夢テレビ!2012』内で生放送[807][808][809][810]。
- コ・フェスタ2012 グランドセレモニー（2012年10月24日、Zepp Diver City TOKYO）[811]
- LiVE GiRLPOP Vol.1 ～Colorful～（2012年10月26日、Zepp Tokyo）[812]
- 第46回 佛教大学 学園祭 鷹陵祭（2012年11月2日、佛教大学紫野キャンパス鷹陵館2階メインホール）[813]
- 第35回 関西大学統一学園祭 関謝祭（2012年11月3日、関西大学千里山キャンパス中央体育館）[813]
- RSK山陽放送 60th 感謝祭だヨ！全員集合！！（2012年11月10日、コンベックス岡山 大展示場特設ステージ）[814][815][816]
- ハッピーMusic LIVE 2012（2012年11月11日、横浜アリーナ）[817]
- WTCC世界ツーリングカー選手権（2012年11月15日 - 18日、マカオGP） - 乃木坂46 with cipher Racing Team（ドライバー：ケイ・コッツォリーノ）の応援隊として国際自動車連盟が運営する世界ツーリングカー選手権（WTCC）公式サイト動画の冒頭で登場[818][819][820][821][822][823][824]。
- マンモスフリーマーケット 2012 Autumn（2012年11月17日、ポートメッセ名古屋）[825]
- お台場合衆国 presents 『キラキラWINTER LAND』（2012年12月20日、フジテレビジョン本社屋外）[826]
- FamilyMart presents MUSIC FOR ALL, ALL FOR ONE（2012年12月22日、国立代々木競技場第一体育館）[827]
- 平成24年度 ものづくり立国「10,000人の夢王国」（2013年2月24日、国際展示場ホール5） - 安藤美雲、伊藤万理華、斉藤優里[828]。
- 茨城県立小川高等学校卒業式（2013年3月1日、茨城県立小川高等学校）[829]
- 春のPON!祭り（2013年3月27日、日本テレビ B2F日テレプラザ 特設ステージ）[830]
- ZIP!春フェス
  - ZIP!春フェス（2013年3月28日、東京ドームシティホール）[831]
  - ZIP!春フェス（2014年3月26日、東京ドームシティホール）[832]
  - ZIP!春フェス2016（2016年3月31日、東京ドームシティホール）[833]
  - ZIP!春フェス2018（2018年3月29日、東京ドームシティホール）[834]
  - ZIP!春フェス2019（2019年3月28日、TOKYO DOME CITY HALL）[835]
- KANAZAWA GIRLS FESTIVAL 2013（2013年3月30日、いしかわ総合スポーツセンター メインアリーナ）[836]
- アオーレ長岡1周年誕生祭（2013年4月6日、アオーレ長岡） - 新潟総合テレビの『スマイルスタジアムNST 〜アオーレ長岡1周年誕生祭SP〜』および『スマイルスタジアムNST』内で生放送[837][838]。
- ニッポン放送『ラジオパーク in 日比谷 2013 〜緑と、家族と、音楽と〜』（2013年4月27日、日比谷公園 小音楽堂）[839][840]
- 中山競馬場で観戦する、ダービーへようこそ。（2013年5月26日、中山競馬場）[841]
- 2013乃木坂 JUNE BRIDE フェスティバル（2013年6月8日、乃木坂メルセデス・ベンツ コネクション） - 白石麻衣、橋本奈々未、松村沙友理[842]。
- PEARL BOWL XXXVI（社会人アメリカンフットボール東日本春季決勝戦） ハーフタイムショー（2013年6月24日、東京ドーム） - 「ガールズルール」披露の場面では、Xリーグチアリーダーズとのコラボレーションでパフォーマンス[843][844]。
- 始球式・ファーストピッチほか
  - 「東北楽天ゴールデンイーグルス vs 北海道日本ハムファイターズ」9回戦 （2013年7月9日、東京ドーム） - 始球式：白石麻衣[845][846][注 36]。
  - 「東北楽天ゴールデンイーグルス vs 福岡ソフトバンクホークス」21回戦（2013年9月17日、日本製紙クリネックススタジアム宮城） - 始球式：白石麻衣、スタジアムDJ：桜井玲香[847][注 36]。
  - 「北海道日本ハムファイターズ vs 千葉ロッテマリーンズ」8回戦（2025年5月30日、エスコンフィールドHOKKAIDO）- ファーストピッチ・きつねダンス：金川紗耶、小川彩、長嶋凛桜[848] 。
- ABSラジオ公開生放送「ミュージック・サプリ」スペシャル（2013年7月13日、由利本荘市文化交流館 カダーレ）[849][850]
- 「海フェスタおが」開催記念OGA歌謡祭（2013年7月14日、男鹿市船川港特設ステージ） - 秋田テレビ『海フェスタさっ! "け"』内で生放送[851][852][853]。
- SUMMER CONFERENCE 2013 in パシフィコ横浜（2013年7月20日、パシフィコ横浜） - ミニライブの他、メインフォーラムなどにも参加[854][855]。
- お台場合衆国 2013「AKB48お台場りんかい学校」「めざましライブ」（2013年7月26日、合衆国サンサンアイランド 合衆国 Open Summer スタジアム）[856]
- 2013山中湖きらら祭り（2013年8月3日、山中湖交流プラザ・「きらら」 シアター「ひびき」） - ミニライブの他、『乃木坂46の「の」』公開収録を実施[857]。
- 2013 RABまつり～瞬（とき）をつないで60年～（2013年9月7日、青い海公園 エリアAメインステージ）[858]
- シミズオクト Presents 氣志團万博2013 〜房総爆音梁山泊〜（2013年9月14日、袖ヶ浦海浜公園）[859]
- 第6回うしくみらいエコフェスタ（2013年10月20日、牛久運動公園）[860]
- めざまし LIVE ISLAND TOUR 2013 in 大阪（2013年10月21日、Zepp Namba Osaka）[861]
- HALLOWEEN PARTY 2013（2013年10月25日・27日、幕張メッセ国際展示場9・10・11 ホール）[862]
- 『乃木坂派』発売記念サイン本お渡し会（2013年10月26日、福家書店新宿サブナード店）[863]
- AGESTOCK
  - AGESTOCK2013 in 早稲田祭 Age×乃木坂46（2013年11月2日、早稲田大学）[864]
  - AGESTOCK2014 in 早稲田祭（2014年11月1日、早稲田大学戸山キャンパス記念会堂、2014年11月2日、早稲田大学早稲田キャンパス15号館402教室）[865]
  - AGESTOCK2017（2017年11月19日、TOKYO DOME CITY HALL） - 3期生[866]。
  - AGESTOCK2019（2019年11月16日、TOKYO DOME CITY HALL） - 4期生[867]。
- 「若者のオシャレ離れ」解決プロジェクト（2013年11月2日、早稲田大学）[868]
- ロックの学園2013（2013年11月3日、東京工芸大学・厚木キャンパス）[869]
- ジャンプフェスタ'14（2013年12月21日、幕張メッセ）[870]
- FamilyMart presents MUSIC FOR ALL, ALL FOR ONE 2013（2013年12月22日、国立代々木競技場第一体育館）[871]
- 春のPON!祭り（2014年3月28日、日本テレビ B2F日テレプラザ 特設ステージ）[872]
- ありがとう東北祭（2014年4月2日、楽天koboスタジアム宮城） - 伊藤万理華、衛藤美彩、齋藤飛鳥、斉藤優里[873]。
- オフィス男闘呼塾エンターテインメント Presents 氣志團現象2014『極東ロックンロール・ハイスクール 第弍章』（2014年4月15日、Zepp DiverCity） - #34 乃木坂46 vs 氣志團 〜学生服反逆同盟〜[874]。
- bayfm公開生放送「ユアエルム presents with you SPRING FESTIVAL」（2014年4月29日、ユアエルム八千代台店 4階屋上 特設ステージ）[875]
- ごきげん! Popteen 夏の進撃祭2014（2014年8月3日、Zepp Tokyo）[876]
- AKB48グループ・じゃんけん大会2014 〜拳で勝ち取れ!1/300ソロデビュー争奪戦〜（2014年9月17日、日本武道館） - 生駒里奈、松井玲奈、こじ坂46（川後陽菜、斉藤優里、永島聖羅、中田花奈）。小嶋陽菜の応援[877]。
- 第4回 AKB48 紅白対抗歌合戦（2014年12月16日、TOKYO DOME CITY HALL） - 松井玲奈、さし坂46（秋元真夏、衛藤美彩、齋藤飛鳥、相楽伊織、佐々木琴子、深川麻衣、堀未央奈）。指原莉乃の応援[878]。
- MUSIC FOR ALL, ALL FOR ONE 2014（2014年12月20日 - 21日、国立代々木競技場第一体育館）[879]
- 第60回 桜を見る会（2015年4月18日、新宿御苑）[880]
- お台場夢大陸〜ドリームメガナツマツリ〜（2015年8月13日、フジテレビジョン本社屋外）[881]
- 松井玲奈・SKE48卒業コンサート in 豊田スタジアム 〜2588DAYS〜（2015年8月30日、豊田スタジアム） - 松井玲奈への卒業のお祝いメッセージとして明治神宮球場から中継での出演[882]。
- 生まれ変わったセブンカフェドーナツ大試食会（2016年1月18日、セブン-イレブン） - 秋元真夏、生駒里奈、桜井玲香、白石麻衣、高山一実[883]。
- GUM ROCK FES. IN 日本武道館（2016年1月25日、日本武道館）[884]
- COUNTDOWN TV SPECIAL FES（2016年3月11日、国立代々木競技場第二体育館）[885]
- サマンサタバサ ガールズコレクション・レディーストーナメント 2016（2016年7月15日 - 17日、茨城・イーグルポイントゴルフクラブ）[886]
- 乃木坂46 VRホラーハウス（2016年8月1日 - 8月31日、フジテレビ本社屋1Fマルチシアター）[887]
- 映画『好きになるその瞬間を。〜告白実行委員会〜』公開初日スペシャルイベントライブビューイング（2016年12月17日、Zepp Tokyo） - 松村沙友理、秋元真夏[888]。
- こじまつり〜前夜祭〜（2017年2月21日、国立代々木競技場第一体育館） - 乃木坂AKB（生田絵梨花、桜井玲香、白石麻衣、西野七瀬、松村沙友理。さいたまスーパーアリーナから中継での出演）[889]。
- お台場みんなの夢大陸2017（2017年7月15日、フジテレビジョン本社屋外特設会場スマイルランド）[890]
- ZIP!夏まつり（2017年8月4日、赤レンガパーク）[891]
- TOKYO IDOL FESTIVAL
  - TOKYO IDOL FESTIVAL 2017（2017年8月6日、東京お台場青海周辺エリア） - 3期生[892]。
  - TOKYO IDOL FESTIVAL 2019（2019年8月2日、東京お台場青海周辺エリア） - 4期生[893]。
  - TOKYO IDOL FESTIVAL 2020 オンライン（2020年10月4日、オンライン） - 4期生[894]。
  - TOKYO IDOL FESTIVAL 2021（2021年10月3日、東京お台場青海周辺エリア）[895]
  - TOKYO IDOL FESTIVAL 2022（2022年8月7日、東京お台場青海周辺エリア） - 5期生[896]。
  - TOKYO IDOL FESTIVAL 2024 supported by にしたんクリニック（2024年8月4日、お台場青海周辺エリア）- 4期生[897]。
- めざましテレビ PRESENTS T-SPOOK 〜TOKYO HALLOWEEN PARTY〜（2017年10月22日、東京お台場青海周辺エリア） - 3期生[898]。
- C3 Anime Festival Asia Singapore（2017年11月24日、Suntec Convention Center Singapore）[899]
- C3AFA HONG KONG 2018 presents I LOVE ANISONG HONG KONG 2018（2018年2月11日、AsiaWorld-Expo, Runway 11）[900]
- 「読売ジャイアンツ vs 阪神タイガース」戦 国歌斉唱（2018年3月30日、東京ドーム） - 生田絵梨花、久保史緒里、桜井玲香、白石麻衣、西野七瀬、山下美月[901]。
- FM-FUJI開局30周年記念ライブ「GIRLS POWER LIVE」（2018年5月23日、横浜アリーナ）[902]
- 「知って、肝炎プロジェクトミーティング2018」〜The beginning of promoter〜（2018年7月24日） - 生田絵梨花、若月佑美[903][904]。
- 第2回 日･ASEAN音楽祭（2018年10月4日、NHKホール）[905]
- めざましテレビ25周年記念 めざましライブ〜日本お元気キャラバン in 国技館 3DAYS スペシャル（2019年3月5日、両国国技館）[906]
- ザンビ THE ROOM 最後の選択（2019年7月31日 - 8月11日、渋谷ヒカリエ ヒカリエホール） - 鈴木絢音、寺田蘭世、堀未央奈 、渡辺みり愛、伊藤理々杏、岩本蓮加、梅澤美波、久保史緒里、阪口珠美、佐藤楓、中村麗乃、山下美月、吉田綾乃クリスティー、遠藤さくら、賀喜遥香、掛橋沙耶香、金川紗耶、北川悠理、柴田柚菜、清宮レイ、田村真佑、筒井あやめ、早川聖来、矢久保美緒[907]。
- ＠JAM EXPO 2019（2019年8月25日、横浜アリーナ） - 4期生[908]。
- 〜筒美京平 オフィシャル・トリビュート・プロジェクト〜 ザ・ヒット・ソング・メーカー 筒美京平の世界 in コンサート（2021年4月18日、東京国際フォーラム ホールA） - 樋口日奈、伊藤純奈[909]。
- ノギザカスキッツLIVE（2021年4月18日） - 3期生・4期生。無観客オンライン配信として開催[910]。
- 文化放送開局70周年記念 乃木坂46の「の」presents 「の」フェス（2022年3月15日、東京国際フォーラム ホールA） - 29thシングル選抜メンバー[注 37]。
- 乃木坂スター誕生!LIVE（2022年6月26日、ぴあアリーナMM） - 4期生[912]、先輩ゲスト：樋口日奈、伊藤理々杏、久保史緒里、阪口珠美、佐藤楓、吉田綾乃クリスティー、与田祐希[913][注 38]。
- 新・乃木坂スター誕生!LIVE（2022年12月5日 - 6日、神奈川：ぴあアリーナMM / 12月18日、兵庫：神戸ワールド記念ホール） - 5期生[916]。
- ASIA EMOTIONAL MUSIC FES 2022（2022年12月20日、横浜アリーナ）[917]
- バズリズム LIVE 2023（2023年11月4日、横浜アリーナ）[918]
- 超・乃木坂スター誕生!LIVE
  - 超・乃木坂スター誕生!LIVE（2023年12月16日 - 17日、国立代々木競技場第一体育館） - 5期生、梅澤美波、筒井あやめ、与田祐希[919][920]。
  - 超・乃木坂スター誕生!LIVE（2024年11月2日 - 3日、横浜アリーナ） - 5期生[921][922]。
- 赤えんぴつ in 武道館（2024年2月10日、日本武道館）[923]
- 箭内道彦60年記念企画「風とロック さいしょでさいごの スーパーアリーナ“FURUSATO”」（2024年3月30日、さいたまスーパーアリーナ） - 3・4期生[924]。
- Mrs. GREEN APPLE ≪Mrs. TAIBAN LIVE 2024≫（2024年5月21日、横浜アリーナ）[925]
- 名鉄×乃木坂46「THE NOGIZAKA46 TOWN produced by MEITETSU」（2024年8月5日 - 9月30日、名古屋鉄道）[926][927]
  - 車内および名鉄名古屋駅・大曽根駅アナウンス - 佐藤楓、遠藤さくら、筒井あやめ、岡本姫奈[926][927]。
- 乃木坂46 大感謝祭2024（2024年12月14日 - 15日、幕張メッセ・幕張イベントホール） - 15日は「向井葉月 卒業セレモニー」として行われた[928][929]。
- CENTRAL MUSIC & ENTERTAINMENT FESTIVAL 2025（2025年4月4日、Kアリーナ横浜）[930]
- 乃木坂46 初披露の会「はじめまして、6期生です」（2025年4月6日、ぴあアリーナMM） - 6期生、梅澤美波、菅原咲月[931]。
- DayDay. SUPER LIVE 2025（2025年4月12日、ぴあアリーナMM）[932]
- 「13th YEAR BIRTHDAY LIVE」開催記念!「京王電鉄×乃木坂46」コラボレーション（2025年5月2日 - 5月18日、京王電鉄）[933][934]
  - 井の頭線車内アナウンス - 井上和、中西アルノ。
  - 駅構内告知アナウンス - 井上和（新宿駅）、賀喜遥香（調布駅）、遠藤さくら（高幡不動駅）、中西アルノ（渋谷駅）、梅澤美波（吉祥寺駅）。
- マイナビ 閃光ライオット2025 produced by SCHOOL OF LOCK!（2025年8月7日、Zepp DiverCity (TOKYO)） - 応援アンバサダー：賀喜遥香、井上和[935][936]。

## 広告
- 『アメイジング・スパイダーマン』　ワールドプレミア（2012年6月13日、六本木ヒルズアリーナ）[937]
- 『乃木坂46 AR』発表会（2012年7月29日、乃木神社・ソニー・ミュージック乃木坂オフィス）　[938]
- 『ハンガー・ゲーム』ジャパンプレミア（2012年9月20日、TOHOシネマズ日劇3） - 生駒里奈、生田絵梨花、桜井玲香[939]。
- 『エンド・オブ・ホワイトハウス』試写会・トークショー（2013年6月5日） - 生駒里奈、松村沙友理、若月佑美[940]。
- 林野庁「木材利用ポイント」PR大使任命式（2013年7月1日、東京ミッドタウン）[941]
- セブン&アイ・ホールディングス「セブンマイルプログラム」3Dサイネージ（2018年6月28日 - 7月1日、東京ミッドタウン・アトリウム） - 与田祐希、大園桃子、山下美月、中村麗乃、伊藤理々杏、岩本蓮加、阪口珠美[942]。